# 高雄捷運
高雄都會區大眾捷運系統，簡稱高雄捷運、高捷，為台灣第三大城高雄市的，以高雄市區為中心，且已經建成往郊區提供服務的路線，同時也是高雄國際機場的機場聯絡軌道系統，而計劃中的延伸路線亦涵蓋屏東縣、台南市部分地區。該系統於1980年代開始討論規劃興建，1998年行政院決定以民間興建營運後轉移模式辦理初期路網，1999年經高雄市政府甄選後由高雄捷運公司負責興建捷運紅線、橘線，並於2008年3月9日開始正式通車營運。高雄市政府捷運工程局則只負責路線規劃與興建監督，不負責興建。
高捷初期即以高運量施作，並以地下路線為主，而紅線的橋頭火車站到世運站間則為高架段；至於紅線的岡山高醫站（原南岡山站）、橘線的大寮站則為平面段，和新建的環狀輕軌相似。截至2025年，其中三條輕軌路線已被整併為中運量黃線並興建中。截至2025年，共有三條路線營運中，分別是紅線、橘線和環狀輕軌，其規劃為高運量系統、輕軌運輸系統，累積運量已於2018年12月底突破5.99億人次，2019年12月底突破6.5億人次。

## 識別標誌
高雄捷運系統之識別標誌，設計是以高雄的英文之開頭字母「K」做為主體，斜向拉長的字體襯托出捷運系統的快速，在字母的中心位置交錯表達捷運的四通八達，藍色則是代表著高雄水岸城市的意象。捷運系統內之車輛、機電設施多採用本標誌。有關紅線與橘線營運商之企業識別，請見高雄捷運公司條目。

## 路線
目前高雄捷運系統有紅、橘、環狀輕軌三線營運中，而美麗島站是紅線和橘線的轉乘站，凱旋站/前鎮之星站、凹子底站/愛河之心站是紅線和環狀輕軌的轉乘站，哈瑪星站/哈瑪星站是橘線和環狀輕軌的轉乘站，橘線的文化中心站及五塊厝站則與環狀輕軌凱旋公園站站外轉乘，凱旋公園站前往該二站需步行約400~600公尺，鼓山車站、美術館車站、科工館車站是台鐵和環狀輕軌的轉乘站。紅線長29.76公里，橘線長14.4公里，環狀輕軌長22.1公里，三個路線全長66.26公里，紅橘線為高運量系統，環狀輕軌為輕軌運輸系統，依車站位置分為高架、平面、地下三種，其中高架車站10站，平面車站39站，地下車站28站，機廠設置於岡山區、前鎮區、大寮區，並於美麗島站東北側地下設置了連接紅線和橘線的轉轍軌。
高雄捷運紅線原先規劃設置R1大坪頂站和R2中鋼東門站兩站。由於新國際機場計畫取消和大坪頂新市鎮計畫成效不彰，故取消設站。其後高雄市政府規劃小港林園線和林園東港線（原林園東港延伸線），計畫中恢復設置中鋼東門站（編號RL1，原R2）。另外，高雄捷運橘線原規劃設置O3站，位於當時的高雄市政府、愛河、高雄地下街旁，但因O1站因地質問題從原址鼓山國小東移至今現址，O2站連帶北移，造成O3站與O2站站距過近，加上後來高雄市政府遷至苓雅區四維路的高雄市政府合署辦公大樓（現四維行政中心），且高雄地下街因火災關閉，故取消設站。而O4市議會站（現更名為前金站）因高雄縣市合併，高雄市議會遷移至鳳山，所以高雄市議會不在O4站附近。
紅線的延伸計畫規劃有延伸至湖內的岡山路竹延伸線，向南延伸至屏東縣東港的小港林園線、林園東港線；橘線則是計畫自鳳山國中站分出，向東延伸，越過高屏溪至屏東市市區的「屏東延伸線」與自大寮站向南延伸至林園的「大寮林園線」。其中大寮林園線則採用輕軌，因此與原路線無法直通，必須轉乘。
除此之外，高雄捷運曾做過可行性評估的長期路網有青線、粉紅線、紫線以及藍線。目前高雄捷運規劃路線尚有黃線、紫線、旗津輕軌、佛光山線、綠線、藍線、銀線、深綠線、青線及粉紅線等共10線，而藍線、棕線、新國際機場延伸線、大坪頂延伸線、奇美延伸線、規劃已終止。
而在2024年，捷運局於本屆議會第4次定期大會期間公布新版捷運整體路網計畫。共有藍線（中華左大本館線及大社燕巢延伸線）、青線（鳳山楠梓線及仁武延伸線）、金線（大寮大樹線）、棕線（鳥松林園線、小港大寮線）、旗津線。

### 路線概覽
| 路線圖     | 路線圖                       | 路線圖       | 路線圖       | 路線圖       | 路線圖       | 路線圖              | 路線圖                  | 路線圖              |
| ---------- | ---------------------------- | ------------ | ------------ | ------------ | ------------ | ------------------- | ----------------------- | ------------------- |
|            |                              |              |              |              |              |                     |                         |                     |
| 路線       | 路線                         | 區間         | 區間         | 長度（公里） | 長度（公里） | 現況                | 系統                    | 機廠                |
| 紅線       | 林園東港線                   | 林邊         | 林園工業區   | 16.66        | 70.48        | 可行性研究中        | 鋼輪路軌系統 （高運量） | 北機廠 南機廠       |
| 紅線       | 小港林園線 （第二階段）      | 林園工業區   | 鳳鼻頭       | 12.43        | 70.48        | 待發包              | 鋼輪路軌系統 （高運量） | 北機廠 南機廠       |
| 紅線       | 小港林園線 （第一階段）      | 鳳鼻頭       | 小港         | 12.43        | 70.48        | 興建中              | 鋼輪路軌系統 （高運量） | 北機廠 南機廠       |
| 紅線       | 主線                         | 小港         | 岡山高醫     | 28.3         | 70.48        | 營運中              | 鋼輪路軌系統 （高運量） | 北機廠 南機廠       |
| 紅線       | 岡山路竹延伸線 （第一階段）  | 岡山高醫     | 岡山車站     | 1.46         | 70.48        | 營運中              | 鋼輪路軌系統 （高運量） | 北機廠 南機廠       |
| 紅線       | 岡山路竹延伸線 （第二A階段） | 岡山車站     | 南路竹       | 7.84         | 70.48        | 興建中              | 鋼輪路軌系統 （高運量） | 北機廠 南機廠       |
| 紅線       | 岡山路竹延伸線 （第二B階段） | 南路竹       | 大湖         | 3.79         | 70.48        | 設計中              | 鋼輪路軌系統 （高運量） | 北機廠 南機廠       |
| 紅線       | 奇美延伸線                   | 大湖         | 嘉南藥理大學 | 未知         | 未知         | 規劃中              | 鋼輪路軌系統 （高運量） | 北機廠 南機廠       |
| 紅線       | 沙崙延伸線                   | 大湖         | 高鐵台南站   | 未知         | 未知         | 規劃中              | 鋼輪路軌系統 （高運量） | 北機廠 南機廠       |
| 橘線       | 主線                         | 哈瑪星       | 大寮         | 14.4         | 14.4         | 營運中              | 鋼輪路軌系統 （高運量） | 大寮機廠            |
| 橘線       | 大寮屏東線                   | 鳳山國中     | 屏東         | 14.04        | 14.04        | 規劃中              | 未知                    | 未知                |
| 橘線       | 大寮萬丹潮州線               | 鳳山國中     | 潮州         | 未知         | 未知         | 規劃中              | 未知                    | 未知                |
| 環狀輕軌   | 第一階段                     | 籬仔內       | 哈瑪星       | 8.7          | 22.1         | 營運中              | 輕軌運輸系統 （低運量） | 前鎮機廠 鼓山駐車場 |
| 環狀輕軌   | 第二階段                     | 哈瑪星       | 籬仔內       | 13.4         | 22.1         | 營運中              | 輕軌運輸系統 （低運量） | 前鎮機廠 鼓山駐車場 |
| 黃線       | 鳥松線                       | 坔埔         | 澄清湖       | 4.11         | 25.41        | 興建中 （第一階段） | 鋼輪路軌系統 （中運量） | 鳥松機廠            |
| 黃線       | 建工民族線                   | 澄清湖       | 旅運中心     | 10.02        | 25.41        | 興建中 （第一階段） | 鋼輪路軌系統 （中運量） | 鳥松機廠            |
| 黃線       | 澄清五甲線                   | 澄清湖       | 前鎮高中     | 8.78         | 25.41        | 興建中 （第一階段） | 鋼輪路軌系統 （中運量） | 鳥松機廠            |
| 黃線       | 前鎮漁港延伸線               | 前鎮高中     | 前鎮漁港     | 2.5          | 2.5          | 可行性研究中        | 鋼輪路軌系統 （中運量） | 鳥松機廠            |
| 紫線       | 民族高鐵線                   | 大港         | 左營         | 5.73         | 25.69        | 可行性研究中        | 鋼輪路軌系統 （中運量） | 鳥松機廠 燕巢駐車場 |
| 紫線       | 右昌高鐵線                   | 左營         | 援中港       | 6.4          | 25.69        | 可行性研究中        | 鋼輪路軌系統 （中運量） | 鳥松機廠 燕巢駐車場 |
| 紫線       | 高雄學園線                   | 援中港       | 樹德科大     | 13.56        | 25.69        | 可行性研究中        | 鋼輪路軌系統 （中運量） | 鳥松機廠 燕巢駐車場 |
| 紫線       | 大樹延伸線                   | 樹德科大     | 嶺口         | 10.34        | 10.34        | 可行性研究中        | 鋼輪路軌系統 （中運量） | 鳥松機廠 燕巢駐車場 |
| 旗津線     | 旗津線                       | 凱旋中華     | 哈瑪星       | 7.39         | 7.39         | 可行性研究中        | 輕軌運輸系統 （低運量） | 旗津機廠            |
| 藍線       | 前金本館線                   | 中央公園     | 本館         | 12.9         | 30.1         | 規劃中              | 未知                    | 未知                |
| 藍線       | 左營楠梓線                   | 果貿社區     | 楠陽國小     | 9.8          | 30.1         | 規劃中              | 未知                    | 未知                |
| 藍線       | 大社燕巢延伸線               | 楠陽國小     | 義大醫院     | 7.4          | 30.1         | 規劃中              | 未知                    | 未知                |
| 青線       | 鳳山楠梓線                   | 七老爺       | 後勁         | 16.3         | 23.4         | 規劃中              | 未知                    | 未知                |
| 青線       | 仁武延伸線                   | 忠誠路       | 福山         | 7.1          | 23.4         | 規劃中              | 未知                    | 未知                |
| 棕線       | 鳥松林園線                   | 坔埔         | 林園         | 19.7         | 27.2         | 規劃中              | 未知                    | 未知                |
| 棕線       | 小港大寮線                   | 高雄國際機場 | 新厝         | 7.5          | 27.2         | 規劃中              | 未知                    | 未知                |
| 金線       | 大寮大樹線                   | 鳳山國中     | 嶺口         | 20.1         | 20.1         | 規劃中              | 未知                    | 未知                |
| 綠線       | 旗山美濃線                   | 嶺口         | 美濃         | 未知         | 未知         | 規劃中              | 未知                    | 未知                |
| 濱海線     | 濱海線                       | 援中港       | 興達港       | 未知         | 未知         | 規劃中              | 未知                    | 未知                |
| 茄萣田寮線 | 茄萣田寮線                   | 茄萣         | 田寮         | 未知         | 未知         | 規劃中              | 未知                    | 未知                |

### 路網
| 高雄捷運行經行政區       | |
| 城市                     | 行政區 |
| 高雄市                   | 岡山區、橋頭區、鼓山區、左營區、楠梓區、三民區、新興區、苓雅區、前鎮區、小港區、鹽埕區、前金區、鳳山區、大寮區 |
| 興建中路線行經行政區     | |
| 城市                     | 行政區 |
| 高雄市                   | 三民區、苓雅區、鳥松區、新興區、鳳山區、前鎮區、岡山區、路竹區、小港區、林園區                                 |
| 近期規劃中路線行經行政區 | |
| 城市                     | 行政區 |
| 高雄市                   | 湖內區、前鎮區、旗津區、鼓山區、三民區、左營區、楠梓區、橋頭區、燕巢區、大樹區                                 |
| 屏東縣                   | 新園鄉、東港鎮、林邊鄉                                                                                         |

### 路線通車時間表
| 年份   | 日期     | 通車區間                        | 區間內各段所屬路線     |
| ------ | -------- | ------------------------------- | ---------------------- |
| 2008年 | 3月9日   | 小港-橋頭火車站（不含美麗島）   | 紅線                   |
| 2008年 | 9月14日  | 美麗島                          | 紅線                   |
| 2008年 | 9月14日  | 西子灣（今哈瑪星）-大寮         | 橘線                   |
| 2012年 | 12月23日 | 橋頭火車站-南岡山（今岡山高醫） | 紅線                   |
| 2015年 | 10月16日 | 籬仔內-凱旋中華                 | 環狀輕軌（第一階段）   |
| 2016年 | 6月26日  | 凱旋中華-高雄展覽館             | 環狀輕軌（第一階段）   |
| 2017年 | 6月30日  | 高雄展覽館-駁二大義             | 環狀輕軌（第一階段）   |
| 2017年 | 9月26日  | 駁二大義-哈瑪星                 | 環狀輕軌（第一階段）   |
| 2018年 | 9月5日   | 高雄車站（永久站）              | 紅線                   |
| 2021年 | 1月12日  | 凱旋公園-籬仔內                 | 環狀輕軌（第二階段）   |
| 2021年 | 1月12日  | 哈瑪星-鼓山區公所               | 環狀輕軌（第二階段）   |
| 2021年 | 12月16日 | 鼓山區公所-台鐵美術館           | 環狀輕軌（第二階段）   |
| 2022年 | 10月5日  | 台鐵美術館-愛河之心             | 環狀輕軌（第二階段）   |
| 2024年 | 1月1日   | 愛河之心-凱旋公園               | 環狀輕軌（第二階段）   |
| 2024年 | 6月30日  | 岡山高醫-岡山車站               | 紅線（岡山路竹延伸線） |

### 預定時程與進度
| 路線\進度                          | 路線\進度      | 可行性研究 | 可行性研究 | 可行性研究     | 可行性研究     | 可行性研究     | 綜合規劃 | 綜合規劃 | 綜合規劃       | 綜合規劃       | 綜合規劃       | 綜合規劃       | 招標  | 招標  | 執行  | 執行  | 執行  | 執行   | 預 計 完 工  | 備註 \| █ 已完成或核定 █ 進行中 █ 預定啟動 \| |
| 路線\進度                          | 路線\進度      | 啟 動      | 送 審      | 交 通 部 核 定 | 國 發 會 核 定 | 行 政 院 核 定 | 啟 動    | 環 評    | 環 境 部 核 定 | 交 通 部 核 定 | 國 發 會 核 定 | 行 政 院 核 定 | 公 示 | 決 標 | 施 工 | 試 車 | 初 勘 | 履 勘  | 預 計 完 工  | 備註 \| █ 已完成或核定 █ 進行中 █ 預定啟動 \| |
| ---------------------------------- | -------------- | ---------- | ---------- | -------------- | -------------- | -------------- | -------- | -------- | -------------- | -------------- | -------------- | -------------- | ----- | ----- | ----- | ----- | ----- | ------ | ------------ | --------------------------------------------- |
| 紅線                               |                |            |            |                |                |                |          |          |                |                |                |                |       |       |       |       |       |        |              |                                               |
| 岡山路竹延伸線第二A階段            |                |            |            |                |                |                |          |          |                |                |                |                |       |       |       |       |       | 2027年 | 興建中       |                                               |
| 岡山路竹延伸線第二B階段            |                |            |            |                |                |                |          |          |                |                |                |                |       |       |       |       |       | 2029年 | 設計中       |                                               |
| 小港林園線                         |                |            |            |                |                |                |          |          |                |                |                |                |       |       |       |       |       | 2030年 | 興建中       |                                               |
| 林園東港線                         |                |            |            |                |                |                |          |          |                |                |                |                |       |       |       |       |       | 2030後 | 可行性研究中 |                                               |
| 黃線                               | 主線第一階段   |            |            |                |                |                |          |          |                |                |                |                |       |       |       |       |       |        | 2034年       | 機廠及主線第一階段興建中                      |
| 黃線                               | 主線第二階段   |            |            |                |                |                |          |          |                |                |                |                |       |       |       |       |       |        | 2034年       | 機廠及主線第一階段興建中                      |
| 黃線                               | 前鎮漁港延伸線 |            |            |                |                |                |          |          |                |                |                |                |       |       |       |       |       |        | 2030年後     | 可行性研究中                                  |
| 紫線                               | 主線第一階段   |            |            |                |                |                |          |          |                |                |                |                |       |       |       |       |       |        | 2030後       | 可行性研究中                                  |
| 旗津線                             | 旗津線         |            |            |                |                |                |          |          |                |                |                |                |       |       |       |       |       |        | 2030後       | 可行性研究中                                  |
| █ 已完成或核定 █ 進行中 █ 預定啟動 |                |            |            |                |                |                |          |          |                |                |                |                |       |       |       |       |       |        |              |                                               |

## 經營狀況
高雄捷運初期高運量系統總經費為新台幣1813.79億元，其中政府出資83.19%（計1508.89億元），民間出資16.81%（計304.9億元，其中198億元向銀行團聯貸取得）。政府出資部分中央政府補助約1191億元，高雄市政府（縣市改制前）負擔約286億元，而高雄縣政府（縣市改制前）負擔約32億元。與臺北捷運營運模式不同之處在於，路線的興建與通車後的營運，皆由以民間興建營運後轉移模式（BOT）組成的「高雄捷運股份有限公司」負責，其興建、營運特許期限共36年（由簽約起算而非營運起算），高捷公司需負擔鉅額的折舊攤提及利息費用，不過政府亦提供三大土地開發案，來作為交換條件，以增加民間參與誘因。高雄捷運營運至2012年時，因運量遠低於收支平衡的45萬日人次，僅達約15.5萬日人次，虧損嚴重，瀕臨破產邊緣，以致須於2012年9月發函請求高雄市政府修改BOT合約，把機電土建設施產權提早轉移給高雄市政府，並在各車站爭取額外收入和實施削減成本的措施。
修約後，高雄捷運財務漸有改善，於2017年1月，宣布2016年盈餘7400萬元，為首度盈餘，除了運量增加，平均每日達17.2萬人次外，多角化經營也是原因，將南機廠租給大魯閣草衙道，大寮主機廠部份土地作為享溫馨囍宴會館及舊振南觀光工廠，並打造虛擬代言人高捷少女，跨足4G通訊電纜租賃，皆有助於營收。2018年扣除回饋給高雄市政府的6000萬元，高捷公司可望盈餘6000萬元，比2017年的盈餘4700萬元還要多，高雄捷運公司和高雄市政府修改合約，高雄捷運公司年度結算如有賺錢，要拿一半回饋高雄市政府。

## 歷史

### 規劃歷程

#### 先期規劃

1980年代初期運委會規劃的高雄捷運路網，採台鐵捷運化、4條高運量及1條中運量

1984年運委會建議的高雄捷運路網，採4條中運量以及台鐵地下化

1979年，高雄市於改制為院轄市，不久後即出現以高雄市為中心，興建大眾捷運系統的提議，並由高雄市政府工務局都市計畫科（今 高雄市政府都市發展局）負責，委託中華民國交通部運輸計畫委員會（今交通部運輸研究所）研擬《高雄都會區大眾運輸系統規劃》，初期提出了U1（楠梓加工區－小港）、U2（澄清湖－五甲）、U3（左營－前鎮加工區）、U4（大寮－西子灣）四條高運量路線，以及U5（澄清湖－萬壽山）一條環狀中運量路線，另有S1線（岡山－屏東）的台鐵捷運化路線，預估總經費約1500億元。1984年12月，運委會完成《高雄都會區大眾捷運系統長期發展建議路網》方案，考量到高雄人口發展及運量，將上述高運量U1~U4路線微調為紅、綠、紫、橘四條路線，並改建議使用中運量系統，而U5線則取消；另有台鐵楠梓車站至後庄車站的台鐵地下化藍線。同時間，1982年市府另委託交通大學運輸研究中心檢討運委會的報告，並於1985年9月提出《高雄都會區大眾捷運系統發展計畫與市區鐵路改善方案之配合規劃》，分為三個方案，前兩方案為各兩條線的環狀中運量路線，總經費約277億元；第三個方案則是去除運委會U4、U5路線，並採高運量系統，加上S1線（岡山－鳳山）的台鐵捷運化路線，總經費約1237億元。1986年，市府委託美國國務院透過美國在台協會資助之顧問團（美國凱撒國際工程、具泰土木、派森國際工程）修訂運委會計畫，則選定運委會U1、U3、U4三條高運量系統，及U5一條中運量系統，和S1線，並進行微調修正，總經費約1300億元。同時期另有日本、法國、比利時、德國等所進行的中運量捷運系統規劃。不過由於預算或經費有限，加上當時多數意見認為既有道路系統已經足夠負擔交通流量，對城市軌道交通系統的需求不高，因此上述規劃案皆未能進入具體執行階段。

#### 初期路網

1990年美國顧問公司建議並送審的第一期捷運路網，非最後核定版本

1987年1月，《高雄都會區捷運系統發展計畫相關研究成果報告》首次送交行政院備查。1988年8月，高雄市政府發出公告，公開徵求《高雄都會區大眾運輸系統調查、分析、改善及捷運系統可行性研究規劃》服務建議書，經評選後決定由美國路易士伯格國際工程顧問公司（Louis Berger International Inc.）承辦。1989年11月，該公司所提出的規劃案包括紅線（橋頭－大坪頂）、橘線（西子灣隧道口－鳳山黃埔公園）、藍線（半屏山－高雄加工出口區）與棕線（內惟－澄清湖），總長為77.7公里，紅線設有左營、草衙兩機廠，橘線與棕線共用衛武營機廠，藍線使用臺鐵高雄機廠，隔年3月送交行政院。1990年4月14日高雄市政府捷運工程局籌備處成立。
1991年1月25日，紅線（橋頭－臨海工業區）與橘線（西子灣隧道口－鳳山黃埔公園）經行政院核定為第一期第一階段辦理之項目。而棕線被評估若以高運量系統興建，經濟效益為負；藍線則經濟效益雖為正但低，因此兩線被列為第一期第二階段。同年10月，捷運局籌備處委託美國帝力凱撒國際公司、中華、中興、中鼎、亞新等顧問公司組成的國際捷運顧問團進行紅橘兩線的修正可行性規劃評估，並包含《藍、棕線路網規劃評估》、《延伸路網可行性研究規劃》（旗津、岡山、新園、大坪頂、屏東、大寮六線）。1993年11月3日完成紅橘兩線基本設計，因將市區之大片土地用於機廠過於浪費等原因，故修改計畫將橘線、紅線機廠分別移至大寮、岡山，兩線也因此配合向東、向北延伸。而當時往南還有規劃延伸，但不確定要使用何種捷運系統，因此臨海工業區站暫不興建，紅線南端截短至二苓；1994年3月行政院同意此案。1994年5月9日高雄市政府捷運工程局（簡稱高雄市捷運局）正式成立，進行高雄捷運興建工作。

#### 輕軌路網
1996年1月19日，高雄鐵路地下化計畫獲行政院核定，當時的計畫規模較今日更大，造成藍線、棕線減短。雖然後來該計畫被評估財務困難而縮減為「高雄市區鐵路地下化計畫」，但藍棕線並沒恢復過去的路線。高雄市政府捷運局於1998年12月委託顧問公司進行《高雄都會區大眾捷運系統長期路網運輸規劃》專案，並在2001年4月完成路網建議報告報行交通部，隔年8月核轉行政院。在該專案中，除了修改1989年提出的初期路網和延伸線外，還提出了新的路線，作為已動工的紅橘線外的長期路網，但除了紅橘線的延伸線外，全都採取輕軌運輸系統。該專案提出的核心路網含修改過的藍棕線，以及黃線、輕軌環線、綠線（含五甲、右昌延伸線），而延伸線則有屏東、岡山路竹、旗津、填海造陸實施計畫、大鵬灣、大寮、大坪頂等線。2001年3月，捷運局完成的《臨港線發展為輕軌捷運之規劃報告》專案（即臨港輕軌）完成並送交中央政府審查，2003年11月25日被列為行政院新十大建設的北中南捷運項目，綜合規劃於2004年1月14日獲核定；後又修改路線，於2005年4月26日獲核定，並預計採BOT模式興建營運。2003年5月14日，屏東、岡山路竹、林園、中山大學延伸線作為優先延伸線完成初步可行性分析報告呈報行政院，其中屏東與岡山路竹延伸線於隔年開始招標進行環評，而規劃案則於2005年獲行政院核定。
2003年12月，捷運局再委託顧問公司辦理長期路網後續細節設計的《高雄都會區大眾運輸系統工程計畫長期路網規劃作業》專案，並於2005年2月交通部審定。該專案除了修改原本的長期路網外，還增加了高雄縣政府規劃的路線及可行性研究，並剔除了一些不可行的路線。新增的路線包含鳳山線、燕巢線、佛光山線、右昌線，而旗津、中山大學、新國際機場延伸線、大坪頂等延伸線則取消。2005年7月26日，市府公布將臨港輕軌與藍線合併為「環狀輕軌」並重新進行綜合規劃，2008年3月20日綜合規劃獲行政院核定，但隨後的BOT一直招商不順。此外，2007年高雄縣政府自行進行了燕巢線第一階段的綜合規劃案，然而遭到交通部退件。2009年12月，捷運局委託顧問公司進行《高雄都會區大眾捷運系統路網黃線、棕線及水岸輕軌規劃作業》，新增一條路線水岸輕軌。2010年2月，岡山路竹延伸線因BOT不順，改為OT模式，並重新進行規劃，並於隔年11月完成可行性研究送交中央政府審查，2012年4月獲交通部核定。
2010年高雄縣市合併，高雄市捷運局納入舊縣區而重新規劃捷運路線，於2011年12月委託顧問公司進行《高雄都會區大眾捷運系統整體路網規劃作業》專案，並於2015年12月完成審定。該專案中，將一些舊有規劃路線重新命名，也有一些路線修改。核心路網增加了民族高鐵線、蓮潭本館線、旗津線，以及當時已完成公車捷運綜合規劃的中華雙鐵線，延伸線則增加了燕巢高鐵線、奇美延伸線。2011年11月30日環狀輕軌與水岸輕軌兩者路線合併送審行政院，隔年11月26日獲核定，並取消BOT改為政府自辦。2012年7月捷運局進行《高雄都會區大眾捷運系統鳳山線建設及周邊土地開發計畫》，但最後鳳山線並未獲核定。2014年岡山路竹線拆為兩階段來規劃，6月時一階可行性研究獲核定，2016年底綜合規劃獲核定；二階可行性研究則於2017年1月獲核定。
2015年底，捷運局進行《高雄都會區大眾捷運系統都會延伸環線（一環及二連結）建設及周邊土地開發計畫可行性研究》專案，將黃線跟棕線合併為「都會延伸環線」，並把鳳山本館線、民族高鐵線列為延伸環線的「二連結」。2017年1月完成可行性研究，但僅黃線（都會延伸環線）獲核定。同年3月27日，黃線路線修改並改為地下中運量捷運系統，修改後的可行性研究於2019年5月24日獲核定，6月3日開始進行綜合規劃。在此同時，2017年屏東縣政府與高雄市政府組成「高雄捷運延伸屏東籌辦工作小組」，其後屏東縣政府委託高雄市政府捷運工程局進行整體路網、可行性研究、綜合規劃、環評一次統包，2018年11月捷運局進行《高雄捷運延伸屏東整體路網、可行性研究、綜合規劃及環境影響評估》專案，並於2019年底提出了屏東捷運路網。2018年8月，高雄市政府與台南市政府協商後，奇美延伸線取消改為台南捷運紅線南延，而高雄捷運則改規劃沙崙延伸線至高鐵台南站。

### 從政府興建到民間興建營運後轉移模式
1995年3月，由於高雄市議員對於以鉅額經費興建捷運的必要性，多抱持懷疑態度，高雄市議會審查捷運局預算時，在二讀程序中刪除了人事、行政等業務費用以外的全部預算。由於市政府並未對此提出覆議，原本以傳統發包方式進行的捷運細部規劃、興建準備工作因此陷入停滯狀態。同年7月，「高雄捷運工程監督委員會」成立；9月底並於市議會舉行「高雄市捷運工程聽證會」，會中針對以民間參與方式（主要為BT模式與BOT模式）辦理興建工程的可行性即已經有所討論。此外亦曾出現橘線由政府興建，紅線以BT模式（民間興建後移交給政府）辦理的提議。
直到1998年6月，行政院發函指示：高雄捷運興建方式「請儘量以民間興建營運後轉移模式辦理為宜」，相關事務的變更亦得到市議會同意後。捷運局才得以於1999年2月1日依據《獎勵民間參與交通建設條例》
與其他相關法規發出公告，正式展開「徵求民間參與高雄都會區大眾捷運系統紅、橘線路網建設案」招商工作，並設置甄審委員會。投標團隊包括燁隆集團與法國阿爾斯通為首的「高捷運輸企業聯盟」，中國鋼鐵公司與德國西門子公司為首的「高雄捷運公司籌備處」，以及宏總建設與加拿大龐巴迪公司為首的「港都捷運公司籌備處」。5月10日，高雄捷運公司團隊取得優先議約權，2000年12月28日高雄捷運公司成立，並於2001年1月12日與高雄市政府簽訂興建營運合約以及開發合約。

#### 與台灣其他捷運系統的不同之處
高雄捷運初期高運量系統總經費為新台幣1813.79億元，其中政府出資83.19%（計1508.89億元），民間出資16.81%（計304.9億元，其中198億元向銀行團聯貸取得）。政府出資部分中央政府補助約1191億元，高雄市政府（縣市改制前）負擔約286億元，而高雄縣政府（縣市改制前）負擔約32億元。與臺北捷運營運模式不同之處在於，路線的興建與通車後的營運，皆由以民間興建營運後轉移模式（BOT）組成的「高雄捷運股份有限公司」負責，其興建、營運特許期限共36年（由簽約起算而非營運起算），高捷公司需負擔鉅額的折舊攤提及利息費用，營運5年以來，虧損嚴重，瀕臨破產邊緣，以致須於2012年9月函請高雄市政府修改BOT合約，並在各車站爭取額外收入和實施削減成本的措施。此外興建捷運當時政府亦提供三大土地開發案，來作為交換條件，以增加民間參與誘因。與桃園機場捷運不同的是，桃園機場捷運興建總經費接近新台幣1200億元，全由中央政府出資興建。

### 十字路網

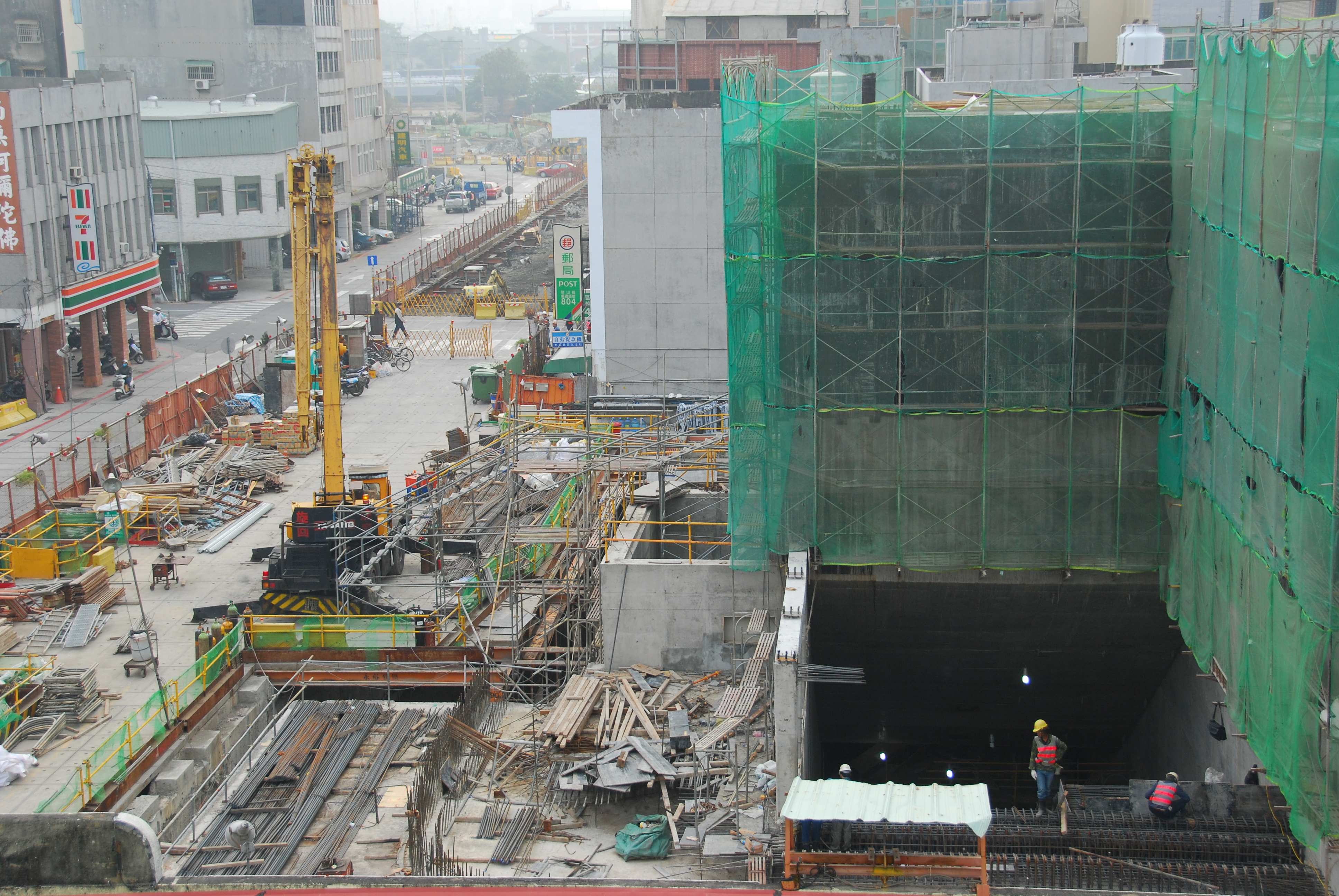
興建中的西子灣站（現更名為哈瑪星站）（攝於2008年1月）

2001年10月24日，小港站（R3）動工，高雄捷運紅、橘線建設工程正式啟動（交通部核定的開工日期為10月30日，合約上訂定的興建期間為6年；各區間標實際開工日期不一）。2002年12月9日，紅線高架路段正式施工。
2004年3月1日，高雄捷運公司於本日完成C3顧問指稱橘線O9技擊館站（現更名為苓雅運動園區站）第四層開挖時北側連續壁發生裂縫滲水現象之改善。經C3顧問複查後，於2005年3月16日發函同意結案。8月9日，捷運橘線O1西子灣站（現更名為哈瑪星站）發生連續壁漏水漏砂，導致鄰近工地的房屋坍塌。事發後即暫時停工，其後交通部成立「高雄捷運施工專責監督小組」督導後續工程復建作業。12月21日，C3顧問查驗時，發現橘線O11車站南側第一升層側牆編號W-S-6 ~ W-S-9水膨脹性止水條已經泡水膨脹，失去止水效果之缺失，捷運公司旋即進行改善，該泡水失效之止水條亦已經更換新品，經C3顧問複查後，已經於2005年1月11日發函同意結案。
2004年12月29日，交通部監督小組會議中，高雄捷運公司建議O1西子灣站分為三個工區分區復工，並提出在該區土層穩定及建物保護完成、連續壁壁體外地質改良完成及抽水試驗完成該區無漏水之虞時之復工條件，獲監督小組原則同意該復工條件予以備查。2005年3月24日，交通部監督小組會議，捷運公司建議第一工區復工。4月29日，高雄捷運橘線O1西子灣站第一工區復工並順利完成底版施工。
2005年5月13日16:10左右，在博愛路與大順路之R13凹子底站穿堂層進行支撐型鋼拆除作業時，不慎發生工人遭型鋼從背部壓傷之意外事件。6月23日，早晨六時四十分左右，橘線O7文化中心站警衛發現中正二路與泰豐街交叉口路面產生一凹洞。6月24日，橘線O1西子灣站第二工區復工。
2005年7月7日，捷運橘線O1西子灣站在13時左右，於捷興二街附近進行土方開挖作業，當時在開挖深度-16公尺處發現連續壁有些微滲水現象，便立即停工並於站體內回填砂包、站體外進行低壓灌漿進行止水作業；當時亦對附近鄰宅及路面進行監測，並無發現有異常現象；在18時左右，連續壁滲水現象漸行嚴重，亦有滲砂情況，並發現捷興二街及鄰近一處空地路面上有寬10公尺、長10公尺、深0.7公尺的凹陷，現場工程人員立即加強砂包堆填與低壓灌漿作業以防止災情繼續擴大；直至19時左右，此意外已經獲得有效的控制。7月9日，中午12點50分，橘線O1西子灣站因開挖造成凹陷事件，搶救成功，連續壁滲水已經成功止住。
2005年8月21日：位於高雄縣岡山鎮（現高雄市岡山區）高雄捷運公司外勞宿舍區晚間發生外勞因喝酒遭管理人員制止雙方發生口角，加上對華磐管理顧問公司平時的失當嚴格管理心生不滿，而引發集體抗議及縱火等行為暴動事件。捷運局長李正彬十分重視，並於事件發生之半夜即至現場坐鎮瞭解。此為外勞弊案的開端，詳見高雄捷運外勞弊案。
2005年12月初，高雄捷運進行電聯車正線測試，電聯車順利的由捷運南機廠行駛至小港站。
2005年12月4日：高雄捷運橘線O7文化中心站至O8五塊厝站間，穿越中正路地下道下方的路段，發生坍塌意外，使中正路車行地下道受損無法通車，中正路路面以及其南側公園地面陷入地下層，為高雄捷運施工期間最重大的災變，事發之後高雄捷運在中正路塌陷路段的兩側興建便道，並於2007年完成地下道與地面的修復工程，恢復通車。，事發後高捷在塌陷路段的兩側興建便道，並於二年後完成地下道與地上的修復工程，於2008年7月22日恢復通車
2006年3月17日，橘線高雄縣境內潛盾隧道全部順利貫通，於捷運鳳山站舉行貫通典禮。7月30日，紅線高架路線段全線連結，於捷運世運站舉行「高架段合攏典禮」。9月26日下午，開始進行紅線小港站—三多商圈站段試運轉。
2008年1月30日高雄捷運最後一塊軌床30日完成鋪設，紅、橘路網軌道全線貫通。2月18日，高雄捷運紅線北段進行初勘複檢，並於當日通過初勘複檢。3月4日，高雄捷運履勘通過。
2008年3月9日，延後半年完工的高雄捷運紅線在時任行政院院長張俊雄與高雄市市長陳菊見證下正式通車，成為南台灣第一條高運量捷運路線，並為台灣第一條機場捷運，但是路線北端的南岡山站（現更名為岡山高醫站）及轉乘站美麗島站則因尚在興建當中而尚未通車。同年9月14日，東西向的橘線與美麗島站通車。由於橘線與南北向的紅線共同構成似「十」的路線，因此被稱為「十字路網」。
2010年7月3日，原先無設站計畫的南岡山站在民眾與當地居民要求下正式動工，並於2012年12月23日通車。
2014年11月29日：高雄車站上行路軌切換至永久軌。
2014年12月13日：高雄車站下行路軌切換至永久軌。
2017年11月11日：橘線衛武營站6號出口啟用。
2018年9月5日：高雄車站切換至永久站使用（現開放2號出口），臨時站停用。
2018年11月11日：高雄捷運岡山路竹延伸線第一階段動土，興建南岡山站至岡山車站（土建），總長1.46公里。
2021年11月17日：高雄市捷運局表示，高雄捷運岡山路竹延伸線有計畫採購10列新車（第一階段8列，擴充合約2列）供營運所需。岡山路竹延伸線機電工程由新加坡科技電子公司（STEE）及韓國現代樂鐵公司（Hyundai Rotem）合組團隊得標，現代樂鐵已發布新聞稿，並首次公布列車外型，大致上配色內裝都接近現行的西門子列車，但車頭線條略為圓弧。
2022年1月26日：高雄捷運岡山路竹延伸線第二A階段動土興建。
2023年11月14日：小港林園線動土興建。
2024年6月30日：高雄捷運岡山路竹延伸線第一階段中午12時正式試營運，開放搭乘。並宣布自6月30日中午12時起至8月31日止，民眾持持電子票證（悠遊卡、一卡通及愛金卡）、信用卡、電子支付等搭乘捷運，於岡山車站進出站，可享岡山高醫站至岡山車站路段免費搭乘。9月1日起開始收費，正式營運。

### 環狀路網
2009年5月11日：環狀輕軌正式公告招商，而後第一階段工程於2013年6月4日動工。
2015年10月16日：環狀輕軌C1到C4車站開放民眾預約搭乘。
2017年6月30日：環狀輕軌高雄展覽館站－駁二大義站通車。
2017年9月26日：駁二大義站－哈瑪星站通車，環狀輕軌第一階段全部通車。
2017年11月1日：高雄環狀輕軌於該日起正式開始收費。
2017年12月13日：該日至2018年3月5日進行第二階段高雄環狀輕軌C15-C37車站命名活動。2017年12月19日至隔年1月9日進行站名徵選，2018年2月13日至3月5日進行站名票選。
2020年11月2日：環狀輕軌二階車輛於今日開始於籬仔內(C1)站～哈瑪星(C14)站路段上線營運。
2020年12月1日：環狀輕軌C15至C17及C32至C37等9站完成初勘，12月4日完成修正送交通部審議並申請履勘。12月19日，交通部完成履勘。12月30日，交通部核發營運許可函。
2021年1月12日，環狀輕軌C32站經C1至C17站（除原有C1~C14站外，新增C15至C17及C32至C37等9站）通車，並宣布即日起至2月28日全線免費搭乘，2月28日後恢復原票價制。
2021年11月19日，高雄環狀輕軌第二階段（C17鼓山區公所站至C20美術館站）履勘，進行文件、現場設備檢視，針對C18鼓山站路段發生車輛故障無法自行移動進行模擬演練，並提出五項「營運前須改善事項」。11月22日，高市捷運局完成須改善事項，並提報交通部申請營運許可。
2021年11月30日，下午約5時30分，輕軌列車於C12駁二大義站下行時，發生列車故障動力不足問題，但沒有立即性安全疑慮，司機員立即回報行控中心。高捷公司立即派人查修，並於下午5時54分執行清車作業，並將故障車輛移往備用軌道，車上45名乘客改搭乘其他交通工具接駁。下午6時11分，高雄輕軌變更營運模式為C32凱旋公園站到C10光榮碼頭站及C14哈瑪星站到C17鼓山區公所站降級運轉。於6時28分恢復正常營運。
2021年12月3日，高雄環狀輕軌第二階段（C17鼓山區公所站至C20美術館站），交通部今日函發營運許可。
2021年12月16日，環狀輕軌（C18、C19及C20）等3站，下午5點正式通車。該日起至2022年1月2日全線免費搭乘。
2022年10月5日，高雄環狀輕軌第二階段（C20美術館站至C24愛河之心站）正式通車，營運路線達17.1公里，服務範圍增為31站。該日起至2022年12月18日，C21A內惟藝術中心至C24愛河之心路段享電子票證搭乘免費。
2024年1月1日，高雄環狀輕軌第二階段（C24愛河之心站至C32凱旋公園站）正式通車，環狀輕軌自此全線通車正式成圓，營運路線達22.1公里，服務範圍增為38站。該日起至2024年2月25日全線免費搭乘。
2024年4月15日，今日至6月14日試辦C1籬仔內站至C14哈瑪星站「深夜加班區間車」為期2個月，試行範圍為C1籬仔內站至C14哈瑪星站。23點38分由C1順行月台發車，凌晨0點9分抵達C14順行月台；隨後0點15分由C1逆行月台發車，0點46分抵達C1後收車返廠。

### Ｙ字路網
- 2017年2月14日，高雄捷運黃線路線重新規劃，預定採用地下型式之中運量捷運系統，路線也與過去的黃線不同，結合了棕線、鳳山本館線以及綠線五甲段，成Y字型路網，共線段以Y為編號，西側段以YA編號，東側以YB編號，總計26站，預估經費1430億，向行政院爭取本計畫納入「前瞻基礎建設計畫」。
- 2017年3月23日，行政院正式宣布高雄捷運黃線納入「前瞻基礎建設計畫」，並命名為「高雄捷運都會線」[68]。
- 2017年3月27日，捷運局將修改為地下化捷運系統的黃線可行性研究報告送至交通部審核。路線也與過去的黃線不同，結合了過去曾規劃的棕線、鳳山線以及綠線五甲段。
- 2018年4月，高雄捷運黃線先導公車 （Y2）黃2 A/B/C 4月1日開通，由港都客運闢駛營運，沿黃線的澄清五甲線和鳥松段行駛[69][70][71]。
- 2018年7月19日，捷運局規畫鳥松機廠東移1.36公里，並新增（Y1A）車站，總經費估算調整為1438億元，比原本少17億元。新規劃機廠用地多為公有，大幅減少徵收費用，整體費用可望降低，正交由交通部審核中，雖然比原先預計完工時間晚一年（2028年），只要可行性評估過關，會設法在綜合規劃、環評、都市計畫變更等層面同步進行，嘗試縮短整體工期[72]。
- 2018年12月，高雄捷運黃線先導公車（Y1）黃1 12月1日開通，由漢程客運闢駛營運，路線全長29.4公里，每日64車次，行經長庚醫院、澄清湖、正修科大、高雄科大、十全果菜公司、捷運信義國小、高雄高商、四維行政中心、捷運三多商圈與輕軌旅運中心，發車時段為平日上午5時30分至晚間10時，尖峰15分1班，離峰20至25分1班[73][74]。
- 2021年7月14日，綜合規劃與環境影響評估於同日通過審查[75]。
- 2021年12月20日，國發會核定綜合規劃案[76]。
- 2022年3月20日，行政院核定綜合規劃案預計該年底動工[77]。
- 2022年7月15日，行政院公共工程委員會通過基本設計案。計畫總經費1442.37億元，中央負擔833.82億元，高市府負擔608.55億元。
- 2022年10月31日鳥松機廠動工，預計全線2028年完工[78]。

### 營運事紀

#### 2010年代
- 2010年6月14日：高雄捷運與高雄市政府警察局全台首創於紅線三多商圈站、美麗島站、左營站及橘線鳳山站四處車站成立了「捷運警察隊機動派出所」,協助捷運旅客各項治安服務[79]。
- 2010年11月13日：全國首創，高雄捷運音樂台K-RADIO正式上線，結合搭乘提醒語、教育宣導、生活資訊、工商廣告及音樂，不同時段亦提供不同情境音樂與單元資訊，並穿插中、英文版本報時服務，貼心提醒國內與國際旅客乘車時間[80]。

- 2011年1月11日：監察院針對高雄捷運弊案調查後認為，前高雄市政府捷運工程局局長周禮良在任內刻意曲解法令，讓廠商逃避政府採購法的監督，並收受廠商不當利益，監察院以11票比0票通過彈劾周禮良[81]。

- 2012年10月16日起：配合南岡山站（現更名為岡山高醫站）試運轉，營運時間延後至24:00末班車於各端點站發車，並同時調整列車時刻[82]。
- 2012年12月21日、22日：配合五月天諾亞方舟世運主場館演唱會，於凹子底站晚間六點二十分特開世運站過站不停直達專車，並於世運站內提供餐飲及演唱會週邊紀念商品販賣區，且為紓解活動人潮，高雄捷運與市公車延長營運時間至隔日凌晨1點半[83]。
- 2012年12月23日：南岡山站通車營運，供民眾使用一卡通搭乘橋頭糖廠-南岡山區間免費搭乘3個月[84]。

- 2013年8月3日：推出全國首例的「月台博愛接駁專車」於美麗島站及高雄國際機場站穿堂層正式上線服務。

- 2014年3月2日起，於列車行經左營站、高雄車站、美麗島站（橘線及紅線）、西子灣站（現更名為哈瑪星）、高雄國際機場站時增加日文轉乘廣播。

- 2017年12月1日：高雄市政府啟動「冬季空品不良大眾交通免費措施」，宣布自2017年12月1日至2018年2月28日使用電子票證，享大眾運輸免費優惠：
  - 不分時段搭乘市區公車、公路客運、輕軌享免費優惠。
  - 平日上下班尖峰時段（6:30－8:30及16:30－18:30）搭乘捷運享免費優惠[85][86][87][88]。
- 2017年12月3日：高雄捷運環狀輕軌C11真愛碼頭站旁，原高雄臨港線舊鐵橋，以人行步道重新開放；鐵橋橋面兩側採用木板鋪設，中間設計強化玻璃，可透視原有軌道，舊鐵橋東側則為高9米的人行引道階梯，西側接C11真愛碼頭站[89]。

- 2018年2月13日：高捷公司9日宣布，決定從本日起，高捷各站服務台都能提供悠遊卡人工加值服務，悠遊卡持卡人於同日起，也可持卡搭乘高雄輕軌，持悠遊卡也可享高捷和輕軌優惠。請善用一卡通、有錢卡及悠遊卡搭乘高雄輕軌，同享2月28日前空氣品質不良公共運輸免費搭乘的福利[90][91][92]。
- 2018年2月14日：繼一卡通、有錢卡、悠遊卡後，愛金卡即日起也可於高雄輕軌使用，同享2月28日前空品不良公共運輸免費搭乘的福利[93]。
- 2018年3月16日：在海科大與第一科大整併為國立高雄科技大學後，後勁站 (海科大)、青埔站 (高科大)，另外還有前鎮高中站 (五甲) 的副站名被取消[94]。
- 2018年4月4日：高捷31日宣佈，4月4日起開放民眾攜帶非動力折疊式腳踏車「小摺」，搭乘環狀輕軌，且僅需要支付個人車資，車輛無需格外收費。考量一般單車車體較大，為避免佔據搭乘空間，目前暫不開放[95]。
- 2018年6月20日：自本日起，針對捷運新高雄車站（R11永久站）展開通車前試運轉，包括各站列車到站時間調整、營運時段安排測試列車模擬自動化運轉、月台門等各項車站設備測試，提醒乘客可透過車站內臨時資訊螢幕及時刻表掌握列車到站訊息，遇試運轉列車請勿上車。這次是依據相關規範進行通車前新高雄車站一系列測試與試運轉，為初履勘作業預作準備，其中目前營運的捷運高雄車站，將以加裝臨時性資訊螢幕及張貼大型時刻表，取代站內原跑馬燈、MOD電視所提供列車到站訊息。測試期間會在列車營運時段同步安排測試列車，行駛於高雄車站至楠梓加工區站（現更名為楠梓科技園區站）間，模擬自動化運轉，同時進行月台門等各項車站設備測試，每日停靠測試約80至100趟次。測試過程部分車站將會出現營運列車及測試列車交替進站狀況，為避免乘客誤搭乘，測試列車車門都設有阻隔設施，提醒乘客該列車不提供載客服務[96]。
- 2018年7月1日：悠遊卡公司宣布，高雄捷運站內212台悠遊卡加值售票機全面啟動[97]。
- 2018年7月11日：輕軌第二階段行經美術館路、大順路等路段，引發沿線居民反彈，擔憂輕軌占據路幅，影響出入、造成塞車。高市府召開112場說明會後，宣布變更5處設計，並增設（C21A）美術館西站（後定名為內惟藝術中心站）。[98][99]。
- 2018年8月4日：高雄環狀輕軌於今日18點00分~19點45分因系統異常執行，C5-C7間服務中斷，C1~C4，C8~C14局部運轉，事後高雄捷運公司發佈說明[100]，於前述中斷營運時間有購買車票者並影響搭乘，於8月4日至8月10日均可至R6凱旋站/O1西子灣站服務台進行退費。
- 2018年8月21日：高捷公司配合「前瞻基礎建設計畫」之「軌道國產化」政策，高捷公司董事長郝建生、國家中山科學研究院院長杲中興及中冠資訊董事長梁啟修，共同簽署「輕軌設備國產化研發合作意向書」，就『輕軌號誌系統』、『自動列車防撞系統』、『儲能電力管理系統』及『超級電容系統』等項目進行合作開發[101]。
- 2018年9月5日：紅線高雄車站永久站啟用（現在只開放2號入口）。
- 2018年10月6日：高雄捷運通車已10年，為擴大服務範圍，高市府捷運局辦理捷運延伸屏東整體路網及可行性研究，計劃在一年內選擇一條優先網路做運量效益評估[102][103]。
- 2018年12月16日：高雄環狀輕軌於今日14點41分~15點18分 因事故營運中斷，C10~C14間服務中斷，C1~C9局部運轉，事後高雄捷運公司發布說明[104]，於前述中斷營運時間有購買車票者並影響搭乘，12月16日至12月22日均可至R6凱旋站/O1西子灣站服務臺進行退費。

- 2019年4月22日：高雄捷運考量通風及安全因素，橘線大寮站月台開始施作半高式月台門。

- 2019年7月19日：紅線從青埔站到南岡山站路段北上軌道，因供電系統異常於下午4時12分停駛至5時55分，捷運公司一度以南下軌道，進行單線雙向行駛疏運。供電疑似因雷擊導致列車動力第三軌電力異常，列車暫停於兩站之間，列車上13名乘客在雨勢變小後，由站務人員提供雨具協助導引到南岡山站；至於在捷運站候車的乘客，捷運公司以公車替代疏運。經過搶修及測試直到供電無虞，於5時55分全線恢復正常運轉[105]。

#### 2020年代
- 2020年2月24日：高雄市政府捷運工程局為方便身障及老人搭乘輕軌，自本日起到2020年6月30日止，優惠身障及老人免費搭乘輕軌。[106]

- 2020年10月21日：自營運12年來，高捷紅橘兩線的10座非地下車站均無設計月台門，並發生過3起乘客墜落軌道事件，因此部分高雄市議員要求非地下車站需設置月台門。對此，高雄市捷運局局長表示，經過自行研發先在大寮站設置半高式月台門，將視此測試結果逐步在高架段車站設置。若高捷非地下車站均裝設月台門，約需要3.22億元[107]。

- 2021年8月10日，因應疫情警戒降級，高雄捷運宣布，今日起將加開晚間23點30分末班車，以服務高鐵左營站末班車到站旅客及三班制通勤旅客搭乘需求[108]。

- 2021年8月21日，今日起假日班距調整為8至10分鐘，輕軌在尖峰時段班次也將加密[109]。

- 2021年9月1日，高雄輕軌將於今日起加密班距，首班車提早為6點30分發車，尖峰時段平日( 06：30 ~ 08：30、16：30 ~ 18：30 )、假日( 13:00 ~ 18:00 )，班距將縮短為十分鐘，離峰時段則維持15分鐘班距[110]。

- 2021年11月5日，高雄捷公司宣布，今日起加密假日營運班距，並恢復24:00末班車深夜列車載客服務[111]。

- 2022年6月23日，本周起至2022年7月31日，高雄捷運MeNGo無限暢遊月票，推出月票520元紓困優惠方案，可無限次搭乘捷運、公車、輕軌、渡輪等，另享YouBike前30分鐘免費和4趟渡輪免費。MeNGo無限暢遊月票原價為1499元，學生原價1299元，特價後一般月票需1250元、學生為1099元[112]。

- 2023年4月27日，高雄市區399通勤月票，交通局宣布在2023年4月27日上架MeNGo APP，屆時原MeNGo會員不用換卡可直接購買方案，新會員則自4月18日起先開放在MeNGo APP註冊並綁定。每天僅需花費13元，適用範圍包括捷運、公車、輕軌、渡輪、YouBike前30分鐘無限次使用等，399月票維持提供QR碼與實體卡供民眾選擇[113]。

- 2023年7月1日，南高屏999TPASS通勤月票，2023年7月1日推出，適用南高屏三縣市內捷運、臺鐵、市區客運（公車式小黃）、公路客運、公共自行車（前30分鐘免費）及渡輪（鼓山-旗津、前鎮-中洲）[114]。
- 2023年9月10日起，於列車行經左營站、高雄國際機場站時增加韓文轉乘廣播。

- 2023年10月，目前營運中的高雄輕軌採單一費率，持電子票證只需十元，也可在月台購票三十元，不論搭乘距離遠近，都是單一的優惠費率。根據捷運局送交高市議會的業務報告，上述優惠票價將持續至輕軌全線通車營運日前一天結束，即成輕軌全線通車營運日起，十元搭到飽的優惠將取消，將改里程計費[115]。輕軌基本票價為20元，里程方面每多2公里收費5元，超過9公里以最高運價35元收費[116][117]。

- 2023年11月21日，高雄捷運紅線的岡山路竹延伸線第一階段，而在2024年6月30日完工通車北延到岡山車站，配合工程辦理，有5座站名將同時更名[118][119]。

| 隸屬路線 | 車站編號 | 舊站名         | 新站名       | 備註               |
| -------- | -------- | -------------- | ------------ | ------------------ |
| 紅線     | R19      | 楠梓加工區     | 楠梓科技園區 |                    |
| 紅線     | R24      | 南岡山         | 岡山高醫     |                    |
| 橘線     | O1       | 西子灣         | 哈瑪星       | 與輕軌哈瑪星站同名 |
| 橘線     | O4       | 市議會（舊址） | 前金         |                    |
| 橘線     | O9       | 技擊館         | 苓雅運動園區 |                    |

- 2024年1月1日，高雄輕軌營運模式調整如下，營運時段6點30分 ~ 22點，尖峰時段平日(  06：30 ~ 08：30、16：30 ~ 18：30 )、假日( 14:00 ~ 18:00 )，尖峰時段十分鐘，離峰時段15分鐘[120]。
- 2024年11月1日起，電子票證終止85折優惠，票價恢復其單程票價格。
- 2024年交通部最新統計，2024年高雄捷運整體載客人數達7802.2萬人次，其中捷運紅線違4936.9萬人次、橘線1607.1萬人次、環狀輕軌1258.1萬人次。2024年高雄捷運的客運收入共18.1億元，遠超過2018年16.2億元的歷史舊紀錄[121]。
- 2025年7月12日：營運模式調整如下，營運時段6點30分 ~ 22點30分，尖峰時段平日(  06：30 ~ 08：30、16：30 ~ 18：30 )、假日( 14:00 ~ 18:00 )，尖峰時段十分鐘，離峰時段15分鐘。

## 服務概況

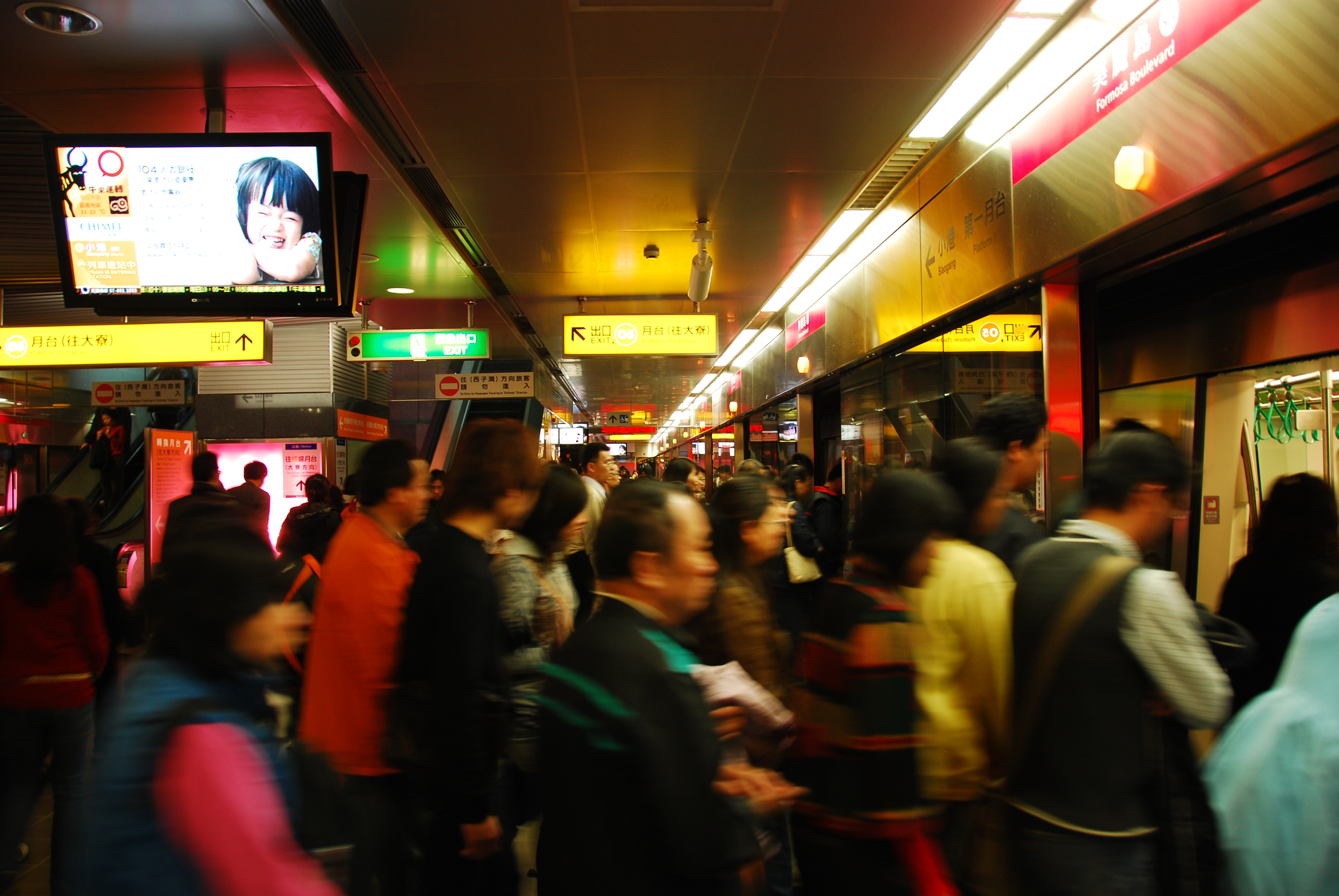
捷運紅線美麗島站月台

### 營運時間
- 高雄捷運紅、橘線：每日清晨5點55分～晚間24點[111]
  - 尖峰：平日4-6分鐘、假日及假日前一日4-6分鐘
  - 離峰：平日8分鐘、假日及假日前一日6-8分鐘
  - 深夜（23點過後）：平日20分鐘、假日前一日及假日15分鐘
  - 平日尖峰時段：6:30～8:30及16:30～18:30；離峰時段視人潮增派列車
- 末班轉運列車（需於美麗島站換車）：
  - 平日：紅線23:20（往OT1大寮）23:40（往O1哈瑪星）由岡山，23:40由小港發車
  - 假日及假日前一日：紅線23:30由岡山，23:45由小港發車
- 紅橘線末班車：00:00由各端點車站發車
  - 詳細班表與時間請上高雄捷運各車站時刻表網站連結（页面存档备份，存于）

- 高雄捷運環狀輕軌：每日上午6點30分～晚間22點35分(2025年7月12日起)
  - 全天候班距：10-15分鐘
  - 尖峰時段：10分鐘，平日( 06：30 ~ 08：30、16：30 ~ 18：30 )、假日( 14:00 ~ 18:00 )。
  - 離峰時段：15分鐘。
  - 環狀輕軌順行：於C1籬仔內站順行月台發車，各站皆停，依序行經重要車站如C3前鎮之心站、C5夢時代站、C12駁二大義站、C14哈瑪星站、C21美術館站、C24愛河之心站、C32凱旋公園站等站，最後返回C1籬仔內站。
  - 環狀輕軌逆行：於C1籬仔內站逆行月台發車，各站皆停，依序行經C32凱旋公園站、C24愛河之心站、C21美術館站、C14哈瑪星站、C12駁二大義站、C5夢時代站、C3前鎮之心站等站，最後返回C1籬仔內站。
  - 詳細班表與時間請上高雄輕軌時刻表網站[參⁠ 1]

嚴重特殊傳染性肺炎疫情期间特別交通安排
- 高雄捷運紅、橘線
  - 班次：
    - 尖峰：平日4-6分鐘、假日及假日前一日4.5-5分鐘
    - 離峰：平日10分鐘、假日8-10分鐘(2021年8月21日起[109])
    - 24點發出末班車[111]
- 高雄捷運環狀輕軌
  - 班次：
    - 高雄輕軌維持全日10-15分鐘班距。
    - 2021年9月1日起高雄輕軌首班車提早為6點30分發車，尖峰時段平日(06:30～08:30、16:30～18:30)、假日(13:00～18:00)班距將加密為10分鐘一班[110]。

### 服務地區
目前服務地區如下（全市38區共行經14區）：
楠梓區、左營區、鼓山區、三民區、鹽埕區、前金區、新興區、苓雅區、前鎮區、小港區、鳳山區、大寮區、橋頭區、岡山區

### 未來規劃
高雄市：湖內區、路竹區、鳥松區、林園區、旗津區、燕巢區、大樹區。

### 轉乘
- 航空：高雄國際機場（R4高雄國際機場站）
- 高鐵：高鐵左營站（R16左營/高鐵站）

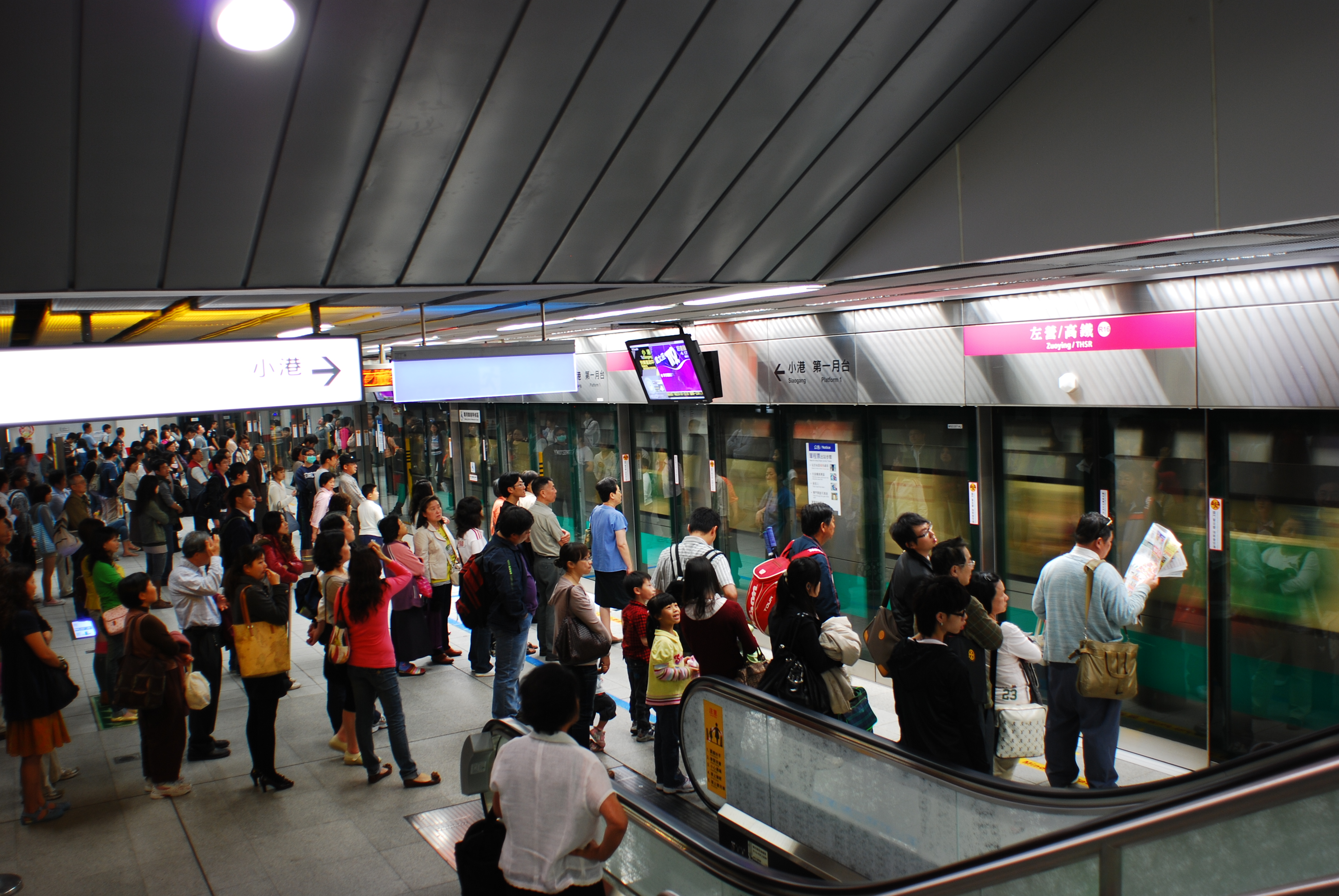
於左營站內候車之乘客

- 臺鐵：臺鐵高雄車站（R11高雄車站）、臺鐵鼓山車站（C18鼓山站）、臺鐵美術館車站（C20臺鐵美術館站）、臺鐵科工館車站（C30科工館站）、臺鐵新左營車站（R16左營/高鐵站）、臺鐵橋頭車站（R23橋頭火車站）、臺鐵岡山車站（RK1岡山車站）
- 輕軌：C3前鎮之星站（R6凱旋站）、C14哈瑪星站（O1哈瑪星站）、C18鼓山站（臺鐵鼓山車站）、C20臺鐵美術館站（臺鐵美術館車站）、C24愛河之心站（R13凹子底站）、C30科工館站（臺鐵科工館車站）、C32凱旋公園站（O8五塊厝站(站外轉乘)）
- 捷運：R10/O5美麗島站
- 渡輪：O1哈瑪星站、C14哈瑪星站
- 郵輪：C9旅運中心站
- 國道客運：R11高雄車站、O9苓雅運動園區站、R16左營/高鐵站
- 接駁公車：由東南客運、港都客運、高雄客運、義大客運、漢程客運、統聯客運、南臺灣客運和高捷公司自負的公車等負責行駛，營運時間自6時至23時許。另亦可轉乘多條市區公車、公路客運。
- 高雄市公共腳踏車租賃系統：搭乘捷運後，30分鐘以內騎乘公共腳踏車，可享轉乘優惠，同時仍享有第1小時內免費租賃。

## 車輛基地
- 營運中                                                                                                                                                                         
  -  紅線 南機廠   （三級）：位於前鎮區中山、中安路口北側，提供紅線列車服務，同時為高雄捷運公司總公司的所在地。
  -  紅線 北機廠   （三級）：位於岡山區台1線東側、大遼排水南側，提供紅線（含岡山路竹延伸線）列車服務。
  -  橘線 大寮機廠（五級）：位於大寮區台1戊線南側，提供橘線列車服務，為高雄捷運公司所屬機廠中等級、為規模最大。
  -  環狀輕軌 前鎮機廠：位於前鎮區，原為臺鐵前鎮車場，原地興建輕軌機廠，提供環狀輕軌列車服務，同時為環狀輕軌行控中心。
  -  環狀輕軌 鼓山駐車場：位於鼓山區翠華路與厚德路口，提供環狀輕軌列車調度服務。
- 興建中
  -  黃線  紫線 鳥松機廠（五級）：位於鳥松區第三公墓，提供黃線和紫線列車服務。
- 規劃中
  -  紫線 燕巢駐車場：位於燕巢區高鐵燕巢總機廠東側，提供紫線列車調度服務。
  - 溪寮機廠：位於大寮區溪寮國小北側，提供佛光山線維修服務。
  - 仁武機廠：位於仁武區台1線西側、高鐵路南側，提供銀線、燕巢高鐵線列車服務。
  - 左營機廠：位於左營區新左營車站前的左營轉運站附近，提供中華雙鐵線列車服務。
  - 屏東機廠：位於屏東縣屏東市磚子瑤，提供大寮屏東線列車服務。

## 搭乘運量
高雄捷運運量始計自2008年4月7日紅線開始收費，2024年的每日平均運量為213,176人次。

## 收費

### 票證

一卡通、單程票透過感應閘門通行

以非接觸式智慧卡為主，包涵單程票與一卡通票證公司發行之一卡通。另有與銀行合作發行大統百貨、漢神巨蛋、A+1、新光三越、台灣中油、中華電信一卡通聯名卡、以及單程票代用券或QR Code二維條碼等各式紙票。2016年7月1日開放多卡通，可使用悠遊卡公司所發行之悠遊卡、愛金卡公司所發行之icash和icash2.0搭乘，2018年9月3日加入「LINE Pay 一卡通帳戶」。
2018年1月29日開始在「CityPass都會通」APP上開賣QRcode電子票券形式高雄捷運+輕軌一、二日票，並計劃於6月底前全面導入掃碼行動支付。
2019年1月4日高捷的全新行動支付閘門系統支援Mastercard Contactless或銀聯 UnionPay 支付支付的信用卡及綁定這些卡片的行動裝置。
2020年開放Visa、JCB等國際組織的感應信用卡及Apple Pay、Google Pay、Samsung Pay、Line Pay Money刷卡進站。
2023年開放美國運通AE ExpressPay的感應信用卡刷卡進站。

### 月票
月票自2018年3月1日起於高捷全線車站服務台販售，自購買日起算三十天內，可享高雄捷運、公車、輕軌無限搭乘吃到飽。
高捷與交通部運輸研究所、高市府合作，於2018年9月28日推出Men Go票卡及月票方案。

### TPASS月票
高雄市區399TPASS通勤月票，高雄市政府交通局宣布在2023年4月27日上架MeNGo，適用範圍包括捷運、公車、輕軌、渡輪、YouBike前30分鐘無限次使用等，月票維持提供QR碼與實體卡供民眾選擇，7月1日起納入台鐵高雄（大湖-九曲堂）區間服務。
南高屏999TPASS通勤月票，2023年7月1日推出，適用南高屏三縣市內捷運、臺鐵、市區客運（公車式小黃）、公路客運、公共自行車（前30分鐘免費）及渡輪（鼓山-旗津、前鎮-中洲）。高捷38車站均有販售高雄TPASS卡片，也可選擇於四大超商進行預購。首次購買月票民眾須至ＭeNGo網站或MeNGo APP申辦會員，另現階段台鐵驗票機僅提供實體卡服務，如有搭乘台鐵需求，一定要用實體卡片綁定MeNGo會員以購買月票方案。

### 高雄兒童卡
高雄市政府為鼓勵學童搭乘大眾交通工具及打造友善城市，讓高市6歲至未滿12歲兒童可以5折優惠搭乘高雄捷運及輕軌，時任高雄市市長陳菊表示，這項交通優惠措施將自4月4日兒童節開始施行，預計有12萬9,222名兒童受惠。

### 票價標準

#### 紅線、橘線
| 距離（公里）                                            |    |    |    |    |    |    |    |    |    |
| ------------------------------------------------------- | -- | -- | -- | -- | -- | -- | -- | -- | -- |
| 單程票/電子票證普通（新台幣/元）                        | 20 | 25 | 30 | 35 | 40 | 45 | 50 | 55 | 60 |
| 優待/學生/仁愛（新台幣/元）                             | 20 | 25 | 30 | 35 | 40 | 45 | 50 | 55 | 60 |
| 電子票證敬老/博愛（愛心）/博愛（愛心）陪伴（新台幣/元） | 10 | 12 | 15 | 17 | 20 | 22 | 25 | 27 | 30 |

票價由高雄市政府票價審議委員會審定，採行遞遠遞減制。以5公里內20元為基準票價，5公里至17公里為2公里級距，17公里至20公里為3公里級距，20公里以上為4公里級距。

#### 環狀輕軌
環狀輕軌於2017年11月1日起正式收費。

#### 全線通車前（2017年11月1日-2023年12月31日）
環狀輕軌與高雄捷運紅線及橘線依里程收費方式不同，採計次收費。使用現金搭乘者請於月台售票機購買紙票（單程票）票價為新台幣$30，售出後除營運中斷外概不退費，敬老、博愛等身分及博愛陪伴者購買紙票（單程票）之乘客，得於購票當日內至各高雄捷運各車站服務台辦理退費15元。目前使用電子票證如一卡通、悠遊卡、愛金卡等收費為新台幣$10。車站及車廂內均有讀卡機，使用電子票證時每次搭乘只需在其中之一感應收費即可，最遲需於上車後立刻完成刷卡，以免受罰；搭車一趟刷卡一次，下車請勿再刷卡。10人以上團體可至高雄捷運各車站購買團體票每人10元。

#### 全線通車後（2024年1月1日-）
全線於2024年1月1日開始試營運，並於同年2月26日正式收費。
收費方式與以往不同，改與高雄捷運紅線、橘線相同，採距離收費，且上下車都需在月台感應收費。 
| 輕軌里程      | 票價 |
| ------------- | ---- |
| 5公里(含)以下 | 20元 |
| 5~7公里       | 25元 |
| 7~9公里       | 30元 |
| 9公里(含)以上 | 35元 |

- 註1：目前一卡通、LINE Pay Money、悠遊卡[90][91]、愛金卡(ICASH)均可使用於高雄輕軌。乘車前請先確認票卡內餘額充足，輕軌候車站無提供加值服務[45][135]。
- 註2：旅客使用電子票證(一卡通(iPASS)、悠遊卡(EASYCARD) ·愛金卡(icash))及QR Code乘車碼搭乘輕軌,進出站都要刷卡[136]。
- 註3：自2020年2月24日起，具有博愛(含陪伴者1名)、敬老(65歲以上長者)身分者，持社福卡或身分證明文件，可免費搭乘高雄輕軌[106]。
- 註4：有綁一卡通或是悠遊卡的信用卡持卡人，目前車上刷卡機沒有網路，若餘額不足，是無法自動儲值。(只有月台上刷卡機有網路)
- 註5：使用現金搭乘時可在每站的自動售票機購買票證，以備查票員檢查。高雄輕軌稽查員配戴服務識別證及身著黑色稽查背心及帽子，乘客如遇到稽查員查驗票時請主動配合稽查。
- 註6：無票乘車除補繳車資外，另依法處罰原票價50倍之違約金；拒絕配合查票者，依法處新台幣1500元以上，7500元以下之罰鍰。
- 註7：2023年4月起，TPASS行政院通勤月票高雄市區通勤月票，2023年7月起，南高屏生活圈城際通勤月票發行；30天內不限次數搭乘高雄輕軌[137] 。
- 註8：2024年11月1日起，電子票證終止85折優惠，票價恢復其單程票價格[138] 。
- 註9：解鎖卡相關作業及收費說明[139] 。:

當日解鎖卡:
於系統內(未超過2小時)再刷一次解鎖卡-收取該里程票價(依各卡種票價優惠)
於系統內(已超過2小時)再刷一次解鎖卡-收取該里程票價(依各卡種票價優惠)+逾時費20元(最低單程票價計收)
跨日解鎖卡(票卡餘額須大於解卡費)
跨日搭乘-進站時自動解鎖卡，並於進站刷卡時，收取特許進站費用共55元(前一次旅費以最高票價(35元)+逾時費20元
跨日不搭乘(僅解鎖卡)
各輕軌月台驗票機解卡，進出站均須刷卡，將收取特許進站費用55元(前一次旅費以最高票價(35元)+逾時費20元)及當日同站進出車資。
捷運站解卡，逕洽R6、R11、R13、R16、O1及O8捷運站設置之輕軌解卡驗票機感應，收取特許進站費用共55元(前一次旅費以最高票價(35元)+逾時費20元)。

### 老人與身障票

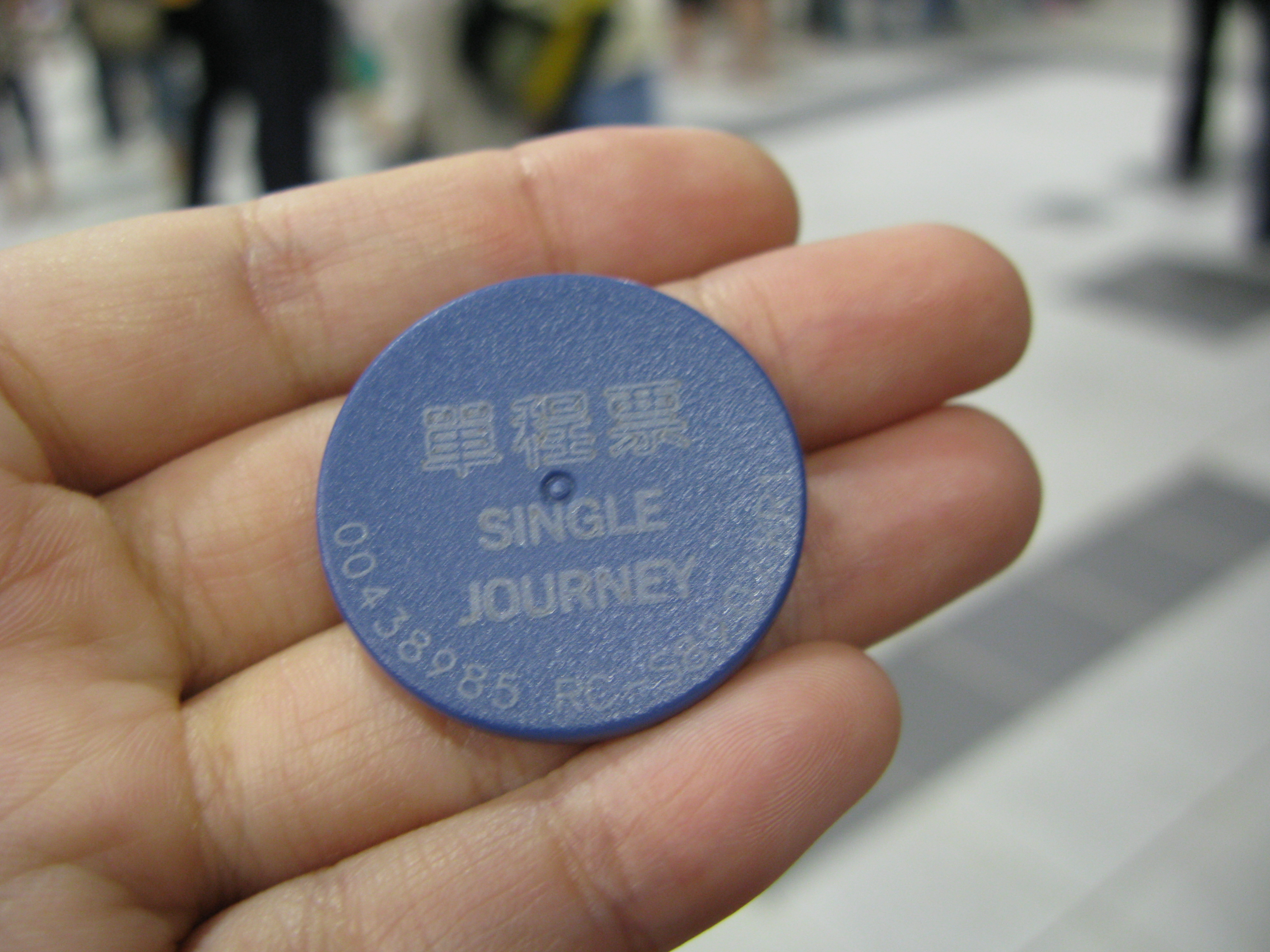
單程票

2011年4月1日，年滿65歲以上老人憑身分證、身心障礙者憑有效期之身心障礙證明至捷運窗口購票，即享有半價優惠。另外，持有各縣市與悠遊卡、一卡通合作發行之記名式敬老卡、愛心卡、博愛卡、博愛（愛心）陪伴卡（緊隨在博愛（愛心）卡刷卡之後）乘車直接享有優惠，無需臨櫃購票。
環狀輕軌自2020年2月24日起，具有博愛(含陪伴者1名)、敬老(65歲以上長者)身分者，持社福卡或身分證明文件，免費搭乘高雄輕軌。乘車期間如遇查驗票作業，請配合出示博愛卡(或身障手冊)、敬老卡(或身分證)供查票員核對身分，以利完成驗票。乘車期間如遇查驗票作業，請配合出示博愛卡(或身障手冊)、敬老卡(或身分證)供查票員核對身分，以利完成驗票。誤付費搭乘之博愛、敬老旅客，請憑「當日」購買之單程票(或其他電子票證/支付)及身分證明文件(身障手冊(博愛、陪伴)、身分證(老人) 至各捷運服務台辦理退費。

### 自動收費設備
其中，考量旅客使用便利性，售卡及加值機、車票餘額查詢機、單程票售票機提供有繁體中文、簡體中文、英文、日文、韓文、德文、印尼文、馬來文、泰文、西班牙文等十種語文，為台灣軌道業創新

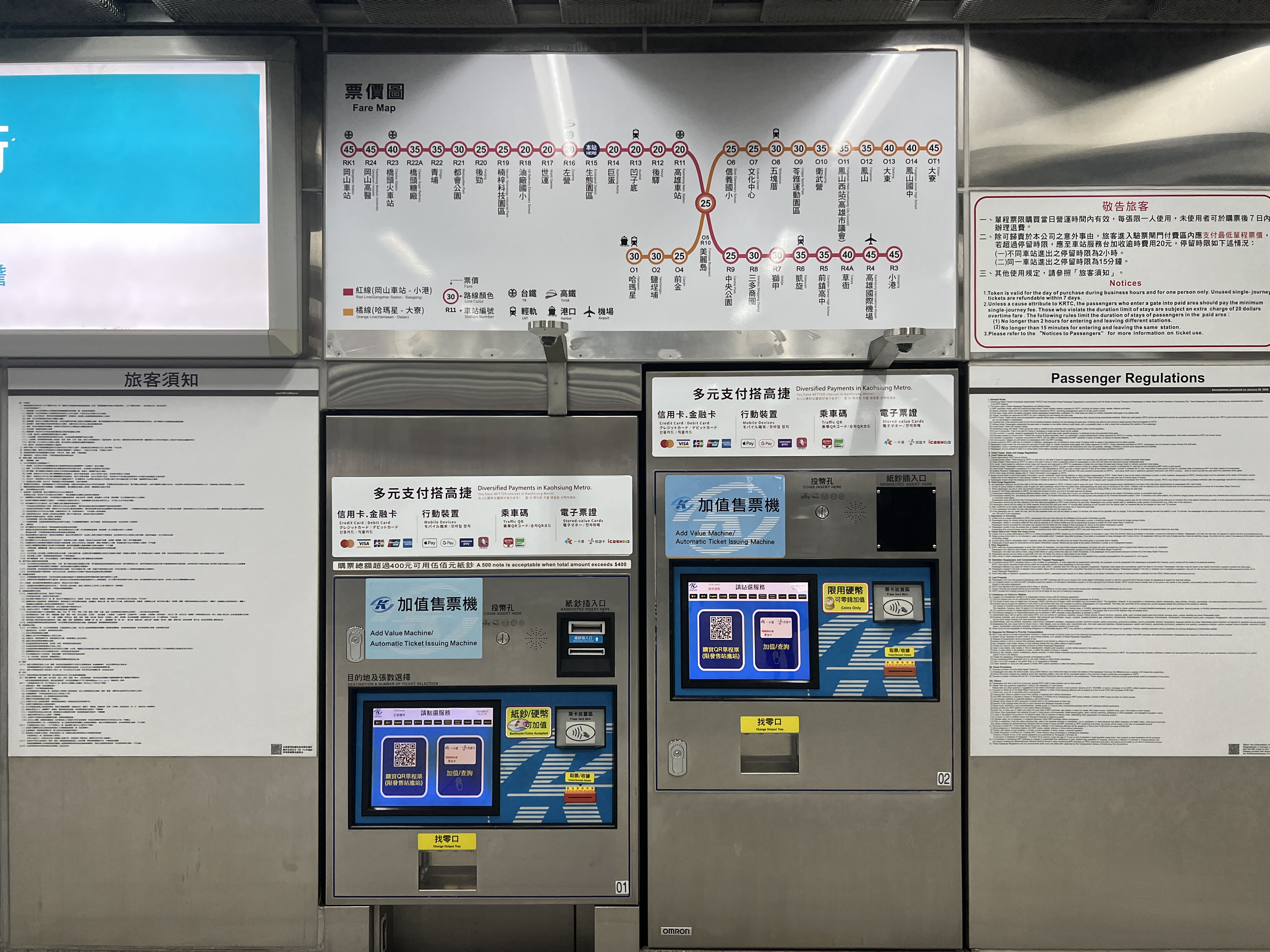
高雄捷運加值售票機(現行)
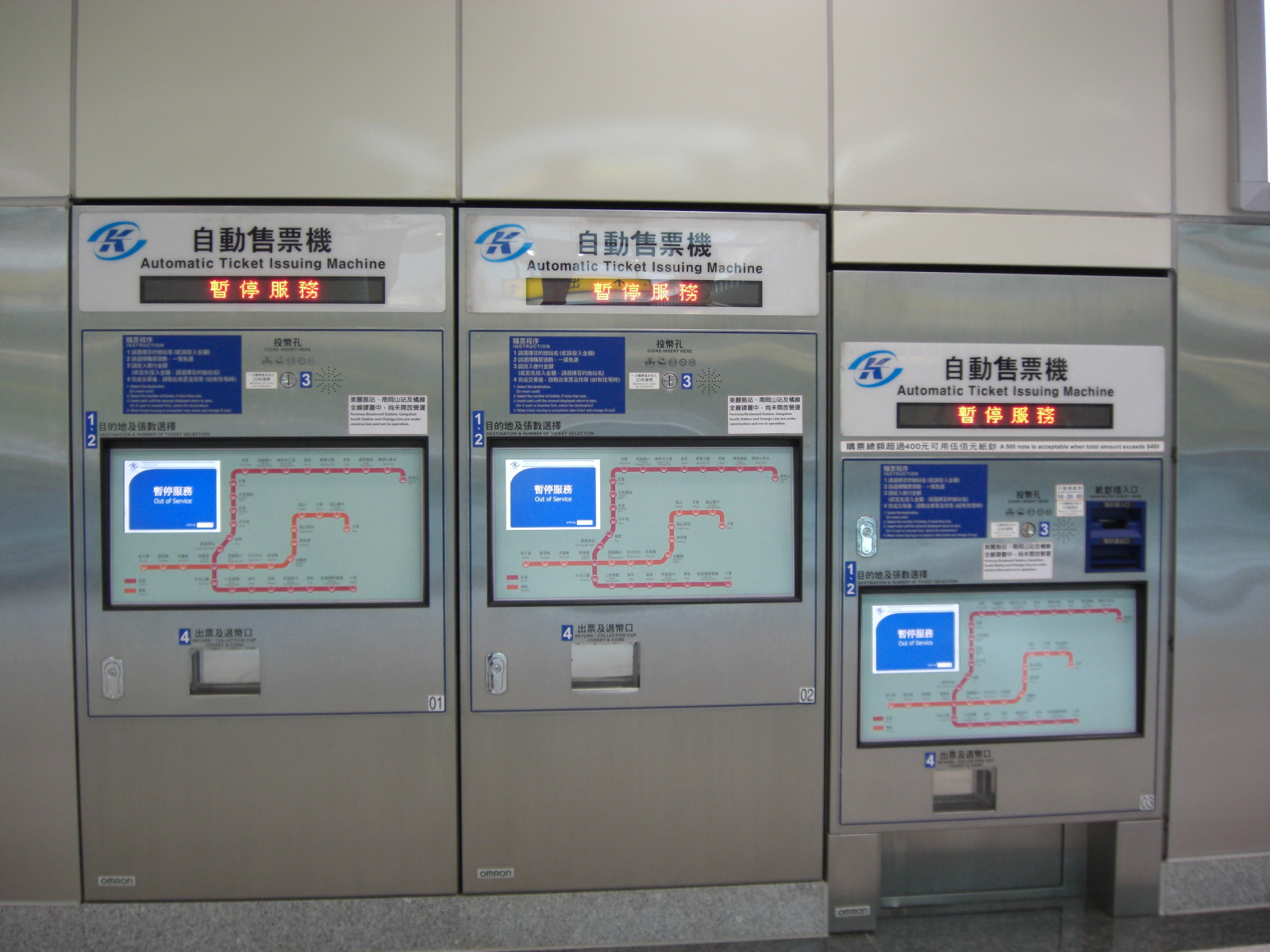
自動售票機（舊型） 為觸控式螢幕，乘客可選目的站購買單枚或多枚單程票。部份售票機考慮無障礙需求，將高度降低，現在加入票卡查詢/加值功能。
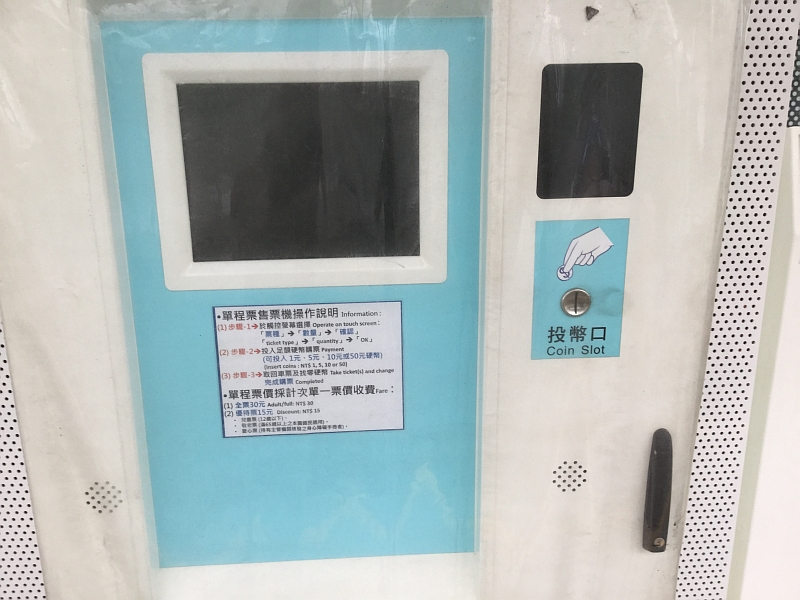
高雄輕軌自動售票機。
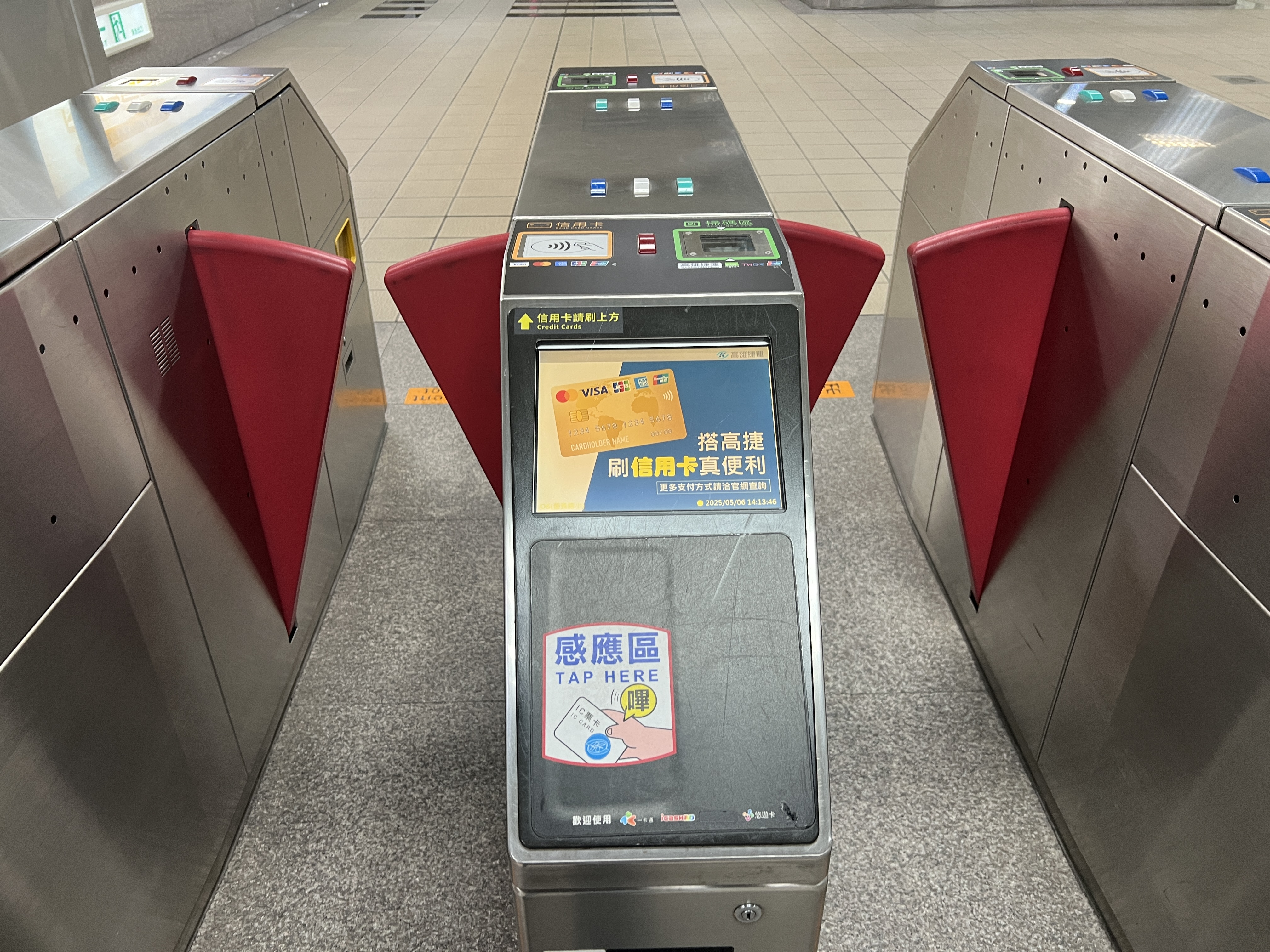
自動驗票閘門 採用自動感應伸縮式擋板；感應區上方配置顯示器以顯示票卡訊息。
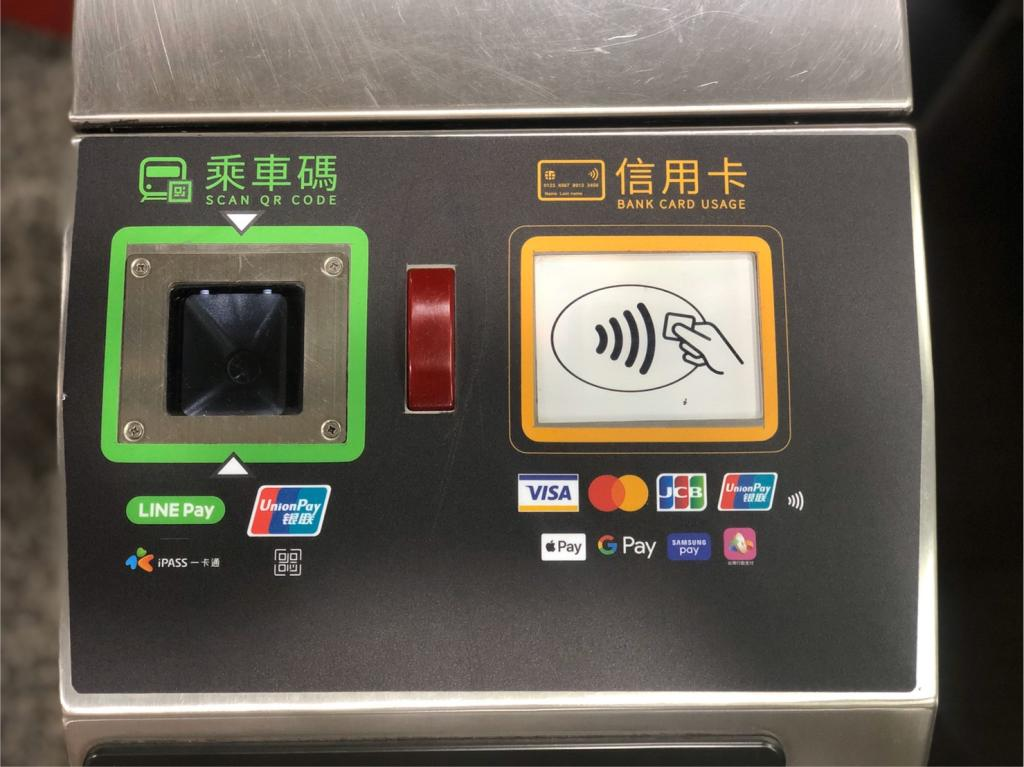
自動驗票閘門上方的乘車碼與信用卡感應區

## 列車
| 系統                    | 型號                                     | 圖片 | 製造年份      | 服務路線    | 製造廠商             | 總數       | 編組   | 設計極速 | 營運極速 | 容量   |
| ----------------------- | ---------------------------------------- | ---- | ------------- | ----------- | -------------------- | ---------- | ------ | -------- | -------- | ------ |
| 鋼輪路軌系統 （高運量） | 高雄捷運高運量電聯車                     |      | 2005年~2007年 | 紅線 · 橘線 | 德国西門子公司       | 126輛 42列 | 3輛1列 | 90 km/h  | 80 km/h  | 1000人 |
| 鋼輪路軌系統 （高運量） | -                                        |      | 設計中        | 紅線        | 現代樂鐵公司         | 48輛 16列  | 3輛1列 | -        | -        | -      |
| 輕軌運輸系統 （低運量） | 高雄捷運環狀輕軌CAF Urbos 3系電聯車      |      | 2014年~2015年 | 環狀輕軌    | 西班牙CAF公司        | 45輛 9列   | 5輛1列 | 70 km/h  | 50 km/h  | 250人  |
| 輕軌運輸系統 （低運量） | 高雄捷運環狀輕軌Citadis X-05 305系電聯車 |      | 2018年~2021年 | 環狀輕軌    | 法國阿爾斯通股份公司 | 75輛 15列  | 5輛1列 | 80 km/h  | 50 km/h  | 250人  |

### 高運量電聯車

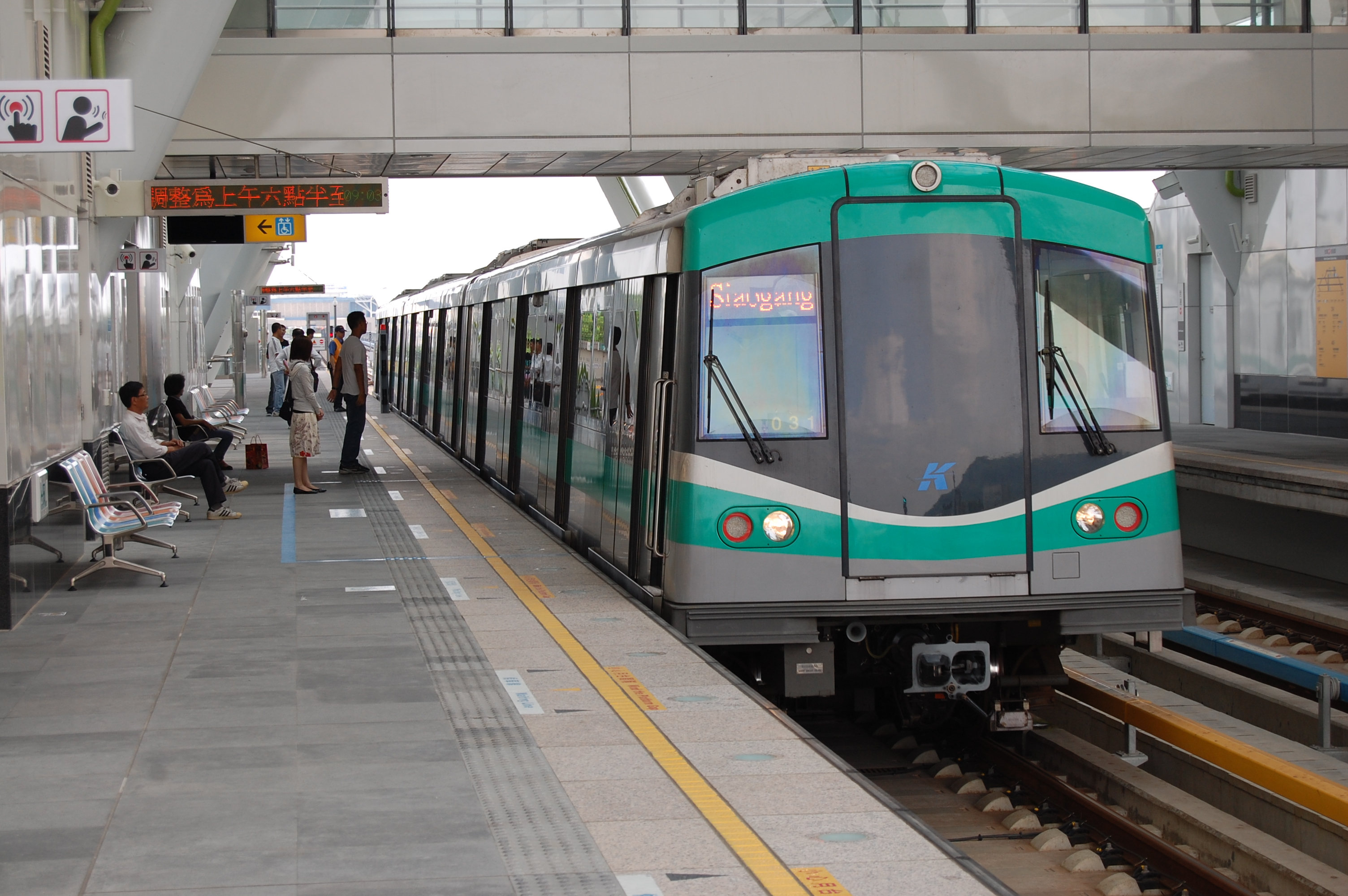
世運站內的高雄捷運高運量列車

#### 高雄捷運高運量電聯車
高雄捷運重軌列車為動力分散式電聯車，採第三軌供電方式推進，全線使用鋼輪鋼軌，駛於1,435公厘之標準軌。高運量電聯車由德國西門子公司奧地利廠組裝製造。自2005年10月起陸續交車，共計126輛捷運車廂。高雄捷運高運量電聯車廂每側配有四組對開滑門，營運初期的運量考量，全列車為一組三輛編成，並預留未來兩組六輛編成的擴充性。

#### 高雄捷運岡山路竹延伸線高運量電聯車
高雄市捷運局2021年11月17日表示，高雄捷運紅線岡山路竹延伸線有計畫採購10列新車（第一階段8列、擴充合約2列）供營運所需。岡山路竹延伸線機電工程由新加坡科技電子公司（STEE）及韓國現代樂鐵公司（Hyundai Rotem）合組團隊得標，現代樂鐵公司已發布新聞稿，並首次公布列車外型，大致上配色內裝都接近現行的西門子列車，但車頭線條略显圆滑。
機電將和西門子系統完全相容，因此規格類似，但在空氣清淨、煞車、節能、維護成本上有所改進。該列車和現有列車完全相容，改良空調系統，可偵測二氧化碳濃度自動提供舒適的室內空氣。另外列車緊急煞車性能也加強，以改善安全性；在維護方面，可透過列車綜合管理系統TCMS（Train Control and Monitoring System）在機廠自動分析車輛狀態和故障訊息，降低維護成本，同時通過高效率運行模式分析達到節能效果。
2023年3月再新增6列新列車，主要是提供小港林園線需求，加上2021年採購10列，共採購16列新列車，預計最快2026年可完成。

### 中運量電聯車

#### 高雄捷運黃線電聯車
高雄捷運黃線預計採購25列具有無人化自動控制模式下自動駕駛(GoA4自動化級別)的3節車廂電聯車，列車車體由施泰德鐵路製造，控制設備則採用西門子公司系統，列車編組長度不超過60公尺，可容納440人以上，每列車有3道門（比高運量捷運少一道）；2022年，據該製造商時任副首席執行官Ansgar Brockmeyer稱，車體將以鋁製成，車輛設計將針對高溫（攝氏45度以上）高濕環境，列車將在瑞士聖馬格雷滕廠區製造。

### 輕軌電聯車

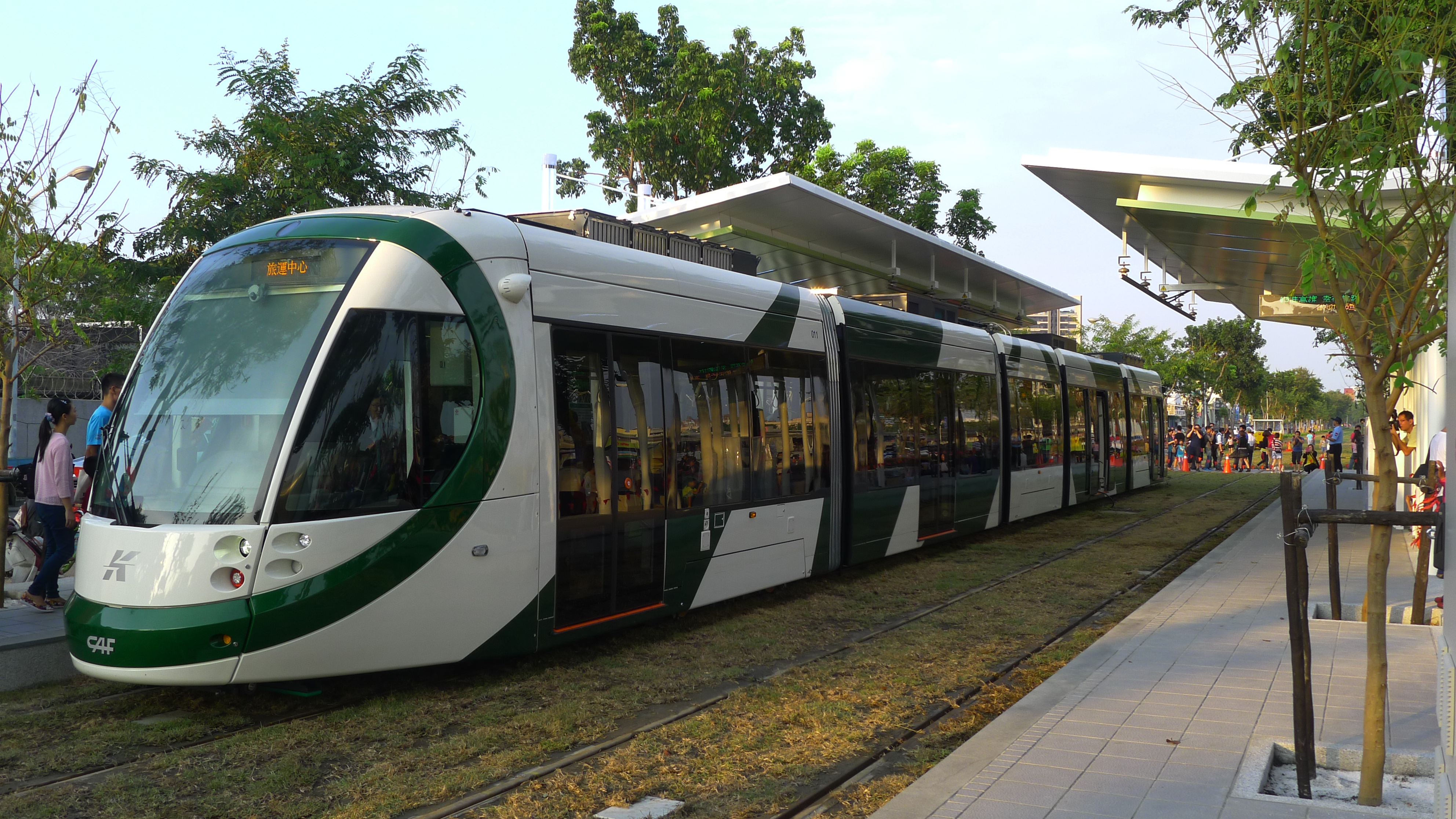
凱旋瑞田站內靜態展示的高雄捷運輕軌 CAF Urbos 3列車

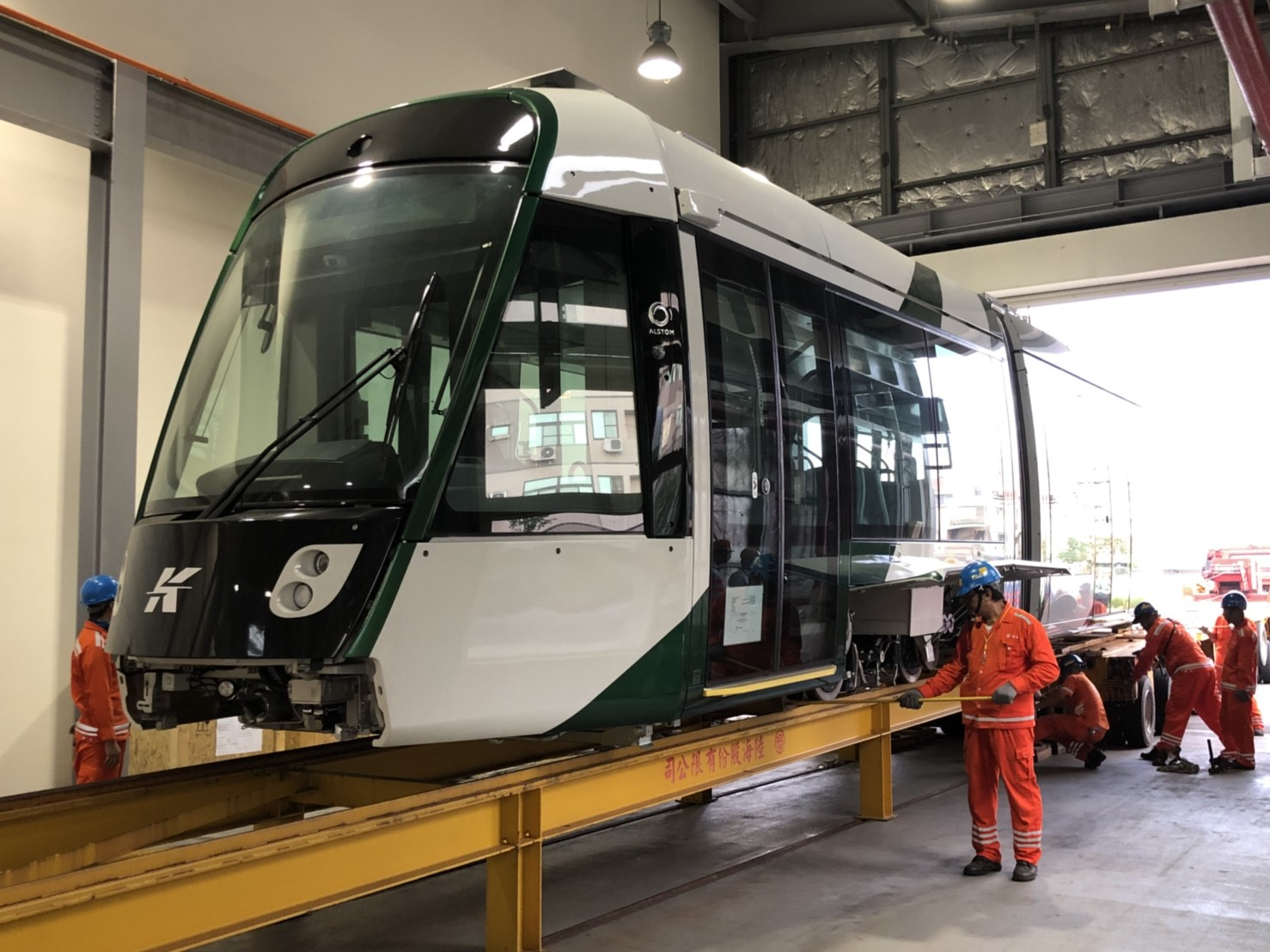
甫運到機廠的高雄輕軌阿爾斯通 Citadis 305列車

高雄捷運環狀輕軌輕軌列車為動力分散式電聯車，採超級電容電池供給方式推進，全線使用鋼輪鋼軌，駛於1,435公厘之標準軌。高雄捷運環狀輕軌為為全亞洲第一個採全線無架空線的輕軌系統，僅在車廠為調車方便設有架空電車線，營運時列車則在進站停靠的時候利用車站上方設置的鋼性架空線進行充電。
第一階段的輕軌列車由西班牙CAF公司組裝製造，總造價新臺幣165.37億元。每組列車由5節模組化車廂組成，但保留擴充至7節的彈性。車廂間以鉸接件（articulation）連接在一起，只能在機廠由機具協助分開。車內為100%低底盤全寬無貫通門設計，座椅為「非」字型配置。首輛列車自2014年9月運抵臺灣，第一階段將計有9列列車。車輛總長（一組五節）34.16公尺，車寬2.65公尺，每側配有四組對開滑門，營運初期的運量考量，全列車為一組5輛編成，並預留未來一組7輛編成的擴充性，未來將視運量增長情形，再決定是否增節至一組七節編制。第一階段共有9組列車。
第二階段統包由中國鋼鐵得標，後續將會向其合作廠商法國阿爾斯通公司採購15組Citadis X-05 305列車，未來全線完工後將出現「一條輕軌兩種車型」。
輕軌二階首列車輛於2018年7月25日在法國Alstom車輛製造廠出廠，並完成出廠作業程序，並於2018年8月3日於比利時安特衛普港啟運，經過32天航程後於9月2日運抵基隆港，同月下旬於C15 - C17車站間線上行車測試。第二階段共採購15組列車，2021年12月最後4組列車皆已送抵前鎮機廠，將投入2022跨年疏運行列。目前全線共有24組輕軌列車營運。

#### 增購輕軌列車
高雄市議員張博洋2024年4月2日在高雄市議會質詢時，提到高雄輕軌應該增購車輛、縮短班距，強化疏運品質。市長陳其邁答詢時表示，市府已經行文交通部，希望爭取經費增購14輛輕軌列車，如此班距可由10分鐘縮短至6分鐘。

## 公共藝術

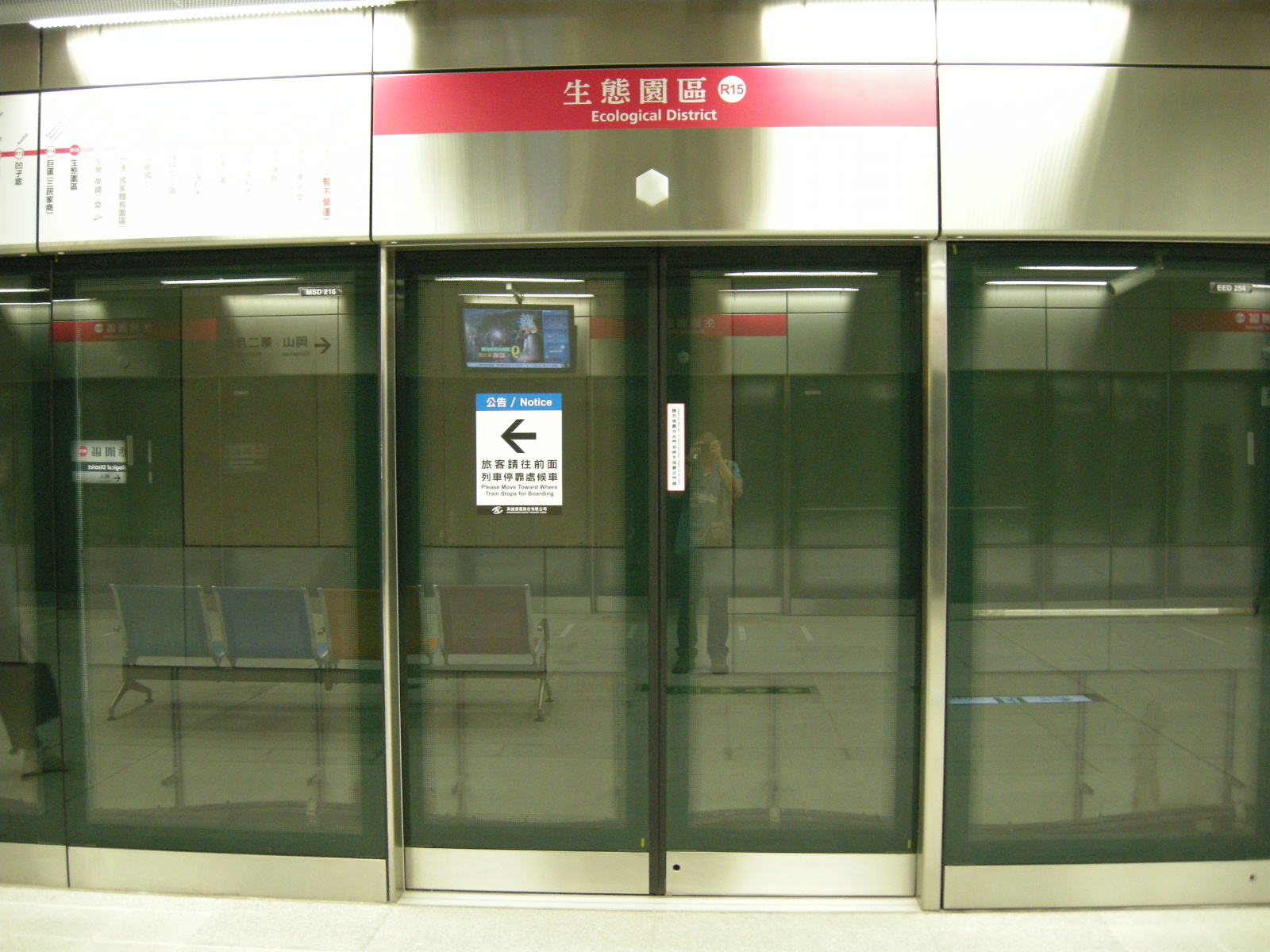
高雄捷運在地下車站設有月台門

高雄捷運的部分車站有設置公共藝術，較大型的有：
- 高雄國際機場站：「凝聚的綠寶石」
- 美麗島站：「光之穹頂」及「捷運之心」
- 世運站：「空中的雨林」
- 橋頭糖廠站：「糖的土地 & 蝴蝶的故鄉」
- 橋頭火車站：「天工開物」。

部分車站的特殊外型，讓高雄捷運被「metrobits.org」選為「世界最美五十座地鐵系統」之一。美國旅遊網站「BootsnAll」於2012年初評選全世界最美麗的15座地鐵站，美麗島站和中央公園站排名分別是第二和第四名。

### 引用
1. ↑  .   [2017-05-05]. （原始内容存档于2017-05-03）.
2. 1 2  . 中華民國交通部統計查詢網.   [2022-01-17]. （原始内容存档于2022-07-11）.
3. ↑  . 高雄捷運公司.   [2018-02-11]. （原始内容存档于2019-12-03）.
4. ↑   (PDF).   [2018-08-05]. （原始内容存档 (PDF)于2018-08-06）.
5. ↑  高捷運量 破6.5億人次 第28頁歷年總運量 （页面存档备份，存于）2019年，高雄捷運公司年報，高雄捷運公司
6. ↑  高雄捷運運量統計表 （页面存档备份，存于）高雄捷運公司
7. ↑  《捷運大地工程困難案例》，方永壽、朱旭主編，地工技術研究發展基金會2009年2月出版
8. ↑  .   [2013-03-21]. （原始内容存档于2013-10-14）.
9. ↑  《高雄都會區大眾捷運系統都會延伸環線（一環及二連結）建設及周邊土地開發計畫可行性研究》，一環為黃線，二連結為藍線、青線。2016年8月呈報交通部，11月回函僅同意最優先路線（黃線）。
10. ↑  《高雄市公車捷運系統優先路線綜合規劃作業》，2014年12月
11. ↑  《燕巢暨佛光山輕軌系統民間參與之可行性評估》, 2005年11月
12. ↑  《鳳山市輕軌系統民間參與之可行性評估》, 2005年11月
13. ↑  《高雄都會區大眾捷運系統鳳山線建設及周邊土地開發計畫可行性研究》，2012年7月啟動，後因納入都會延伸環線可行性研究，未完成。
14. ↑  高雄市政府. . 高雄市政府捷運工程局.   [2014-10-25]. （原始内容存档于2016-02-12） （中文（繁體））.
15. ↑  高雄市政府. . 高雄市政府捷運工程局.   [2017-10]. （原始内容存档于2017-06-05） （中文（繁體））.
16. ↑  .   [2019-12-03]. （原始内容存档于2019-12-03）.
17. ↑  . web.pcc.gov.tw.   [2023-04-01] （中文（臺灣））.
18. ↑  . web.pcc.gov.tw.   [2023-03-25] （中文（臺灣））.
19. 1 2  吳慧芬. . 聯合新聞網. 聯合線上公司.   [2023-11-14]. （原始内容存档于2023-11-16）.
20. 1 2  .   [2014-08-13]. （原始内容存档于2014-08-05）.
21. 1 2  .   [2014-08-13]. （原始内容存档于2014-07-09）.
22. 1 2  .   [2014-08-20]. （原始内容存档于2014-11-06）.
23. 1 2  .   [2014-08-13]. （原始内容存档于2014-07-09）.
24. ↑  黃豐鑑. . 財團法人國家政策研究基金會. 2008-09-08  [2019-08-23]. （原始内容存档于2019-08-23）.
25. 1 2  . 高雄市政府捷運工程局. 2019-03-26  [2019-08-23]. （原始内容存档于2019-07-16）.
26. ↑  .   [2017-09-04]. （原始内容存档于2017-09-04）.
27. ↑  .   [2017-09-04]. （原始内容存档于2017-09-04）.
28. ↑  .   [2018-12-27]. （原始内容存档于2018-12-28）.
29. ↑  .   [2007-04-13]. （原始内容存档于2004-12-27）.
30. ↑  Weng, Sid. . The News Lens 關鍵評論網. 2016-03-04  [2018-07-18]. （原始内容存档于2018-07-18） （中文）. 機場捷運總經費約新台幣1138億多元
31. ↑  劉俊宏.  (PDF). 桃園捷運公司、桃園市議會. 2014-05-08  [2018-07-18]. （原始内容 (PDF)存档于2021-01-14） （中文）. 因機場捷運係由中央政府全額出資興建，依法屬國有財產，未來並將由本公司接收負責營運及維護，考量本系統土建及機電設施設備數量龐大，涉及營運接管問題甚為複雜，故為協助桃園縣政府順利接手營運，其全線各項營運推動作業，實需整合中央、地方營運機構各介面，故本公司與桃園縣政府於 103 年 4 月共同著手進行機場捷運營運推動計畫之研擬。
32. ↑  .   [2008-09-17]. （原始内容存档于2014-01-06）.
33. ↑  .   [2018-01-25]. （原始内容存档于2018-01-26）.
34. ↑  .   [2008-09-17]. （原始内容存档于2009-03-07）.
35. ↑  .   [2018-01-25]. （原始内容存档于2016-08-03）.
36. ↑  高捷橘線衛武營捷運連通道　11/11開放使用 （页面存档备份，存于），台灣好新聞，2017-11-09 06:00。
37. 1 2  記者郭文昌.  (新闻稿). Yahoo!奇摩新聞. 2021年11月18日  [2021年11月18日]. （原始内容存档于2021年11月18日） （中文（臺灣））.
38. 1 2  記者王榮祥.  (新闻稿). 自由時報. 2021-11-17  [2021-11-18]. （原始内容存档于2021-11-18） （中文（臺灣））.
39. ↑  記者葛祐豪. . 自由時報. 2024-06-28  [2024-06-28]. （原始内容存档于2024-06-28）.
40. ↑  記者王勇超、王昭月. . 聯合報. 2024-06-28  [2024-08-30]. 原始内容存档于2024-12-04.
41. ↑  .   [2018年1月23日]. （原始内容存档于2018年1月23日）.
42. ↑  .   [2018-01-25]. （原始内容存档于2018-01-26）.
43. 1 2  .   [2017-10-24]. （原始内容存档于2017-10-25）.
44. 1 2  .   [2017-11-03]. （原始内容存档于2017-11-07）.
45. ↑  .   [2018-03-14]. （原始内容存档于2018-03-25）.
46. ↑  . 台灣新生報. 記者陳秋香、何弘斌. 2020年11月2日  [2020年11月2日]. （原始内容存档于2020年11月9日）.
47. ↑  記者蔡孟妤. . 聯合新聞網. 聯合報.   [2020-12-02]. （原始内容存档于2020-12-15） （中文（臺灣））.
48. ↑  記者蔡孟妤. . 自由時報.   [2020-12-07]. （原始内容存档于2021-01-01） （中文（臺灣））.
49. ↑  . 自由時報. 2020-12-20  [2020-12-31]. （原始内容存档于2020-12-20） （中文（臺灣））.
50. ↑  記者王淑芬. . 經濟日報. 中央社.   [2020年12月30日]. （原始内容存档于2021年3月16日） （中文（臺灣））.
51. ↑  記者王昭月. . 聯合新聞網. 聯合報.   [2021-01-12]. （原始内容存档于2021年1月14日） （中文（臺灣））.
52. ↑  記者侯文婷. . 中央社. 中央社.   [2021-01-12]. （原始内容存档于2021年2月2日） （中文（臺灣））.
53. ↑  記者侯文婷. . 中時電子報. 中時.   [2021-01-12]. （原始内容存档于2021年1月13日） （中文（臺灣））.
54. ↑  記者黃佳琳. . 自由時報.   [2021-11-19]. （原始内容存档于2021-11-20） （中文（臺灣））.
55. ↑  記者鄭瑋奇. . 自由時報.   [2021-11-19]. （原始内容存档于2021-11-20） （中文（臺灣））.
56. ↑  記者王正平. . yahoo!新聞. CDNS C.   [2021-12-03]. （原始内容存档于2022-07-12） （中文（臺灣））.
57. ↑  記者徐白櫻. . 聯合報. 聯合新聞網.   [2021-12-03]. （原始内容存档于2022-07-11） （中文（臺灣））.
58. ↑  . 中央社.   [2021-11-30]. （原始内容存档于2022-07-11） （中文（臺灣））.
59. ↑  記者王正平. . yahoo!新聞. CDNS C.   [2021-12-03]. （原始内容存档于2022-07-12） （中文（臺灣））.
60. ↑  記者徐白櫻. . 聯合報. 聯合新聞網.   [2021-12-03]. （原始内容存档于2022-07-11） （中文（臺灣））.
61. ↑  記者王榮祥. . 自由時報.   [2021-12-16]. （原始内容存档于2021-12-16） （中文（臺灣））.
62. ↑  葛祐豪. . 自由時報.   [2021-07-09]. （原始内容存档于2022-07-12） （中文（臺灣））.
63. ↑  記者葛祐豪. . 今日新聞.   [2022-10-04]. （原始内容存档于2022-10-04） （中文（臺灣））.
64. ↑  王榮祥. . 自由時報. 2023-12-27  [2023-12-31]. （原始内容存档于2024-01-01）.
65. ↑  蔡孟妤. . 中央社. 2023-12-27  [2023-12-31]. （原始内容存档于2024-01-05）.
66. ↑  記者潘奕言. . 聯合報. 2024-04-14  [2024-04-14]. （原始内容存档于2024-04-14） （中文（臺灣））.
67. ↑  . 蘋果即時新聞. 2017-03-23  [2017-03-23]. （原始内容存档于2017-03-24）.
68. ↑  捷運黃線先導公車，黃2公車搶先通車，跳蛙公車通勤更便捷~  （页面存档备份，存于） 高雄市政府交通局
69. ↑  高雄捷運黃線先導公車 4月1日黃2公車搶先上路 （页面存档备份，存于） 聯合新聞網
70. ↑  為高捷黃線培養運量 黃2公車4月1日上路 （页面存档备份，存于） 自由時報
71. ↑  高捷黃線路段延伸 將新增一站 （页面存档备份，存于）自由時報
72. ↑  黃1捷運先導公車12月1日上路 贈送免費乘車券等限量好禮  （页面存档备份，存于） 高雄市政府交通局
73. ↑  .   [2018-12-28]. （原始内容存档于2018-12-17）.
74. ↑  王慧瑛、曹亞沿. . 聯合新聞網. 2021-07-14  [2021-07-14]. （原始内容存档于2022-07-11） （中文（臺灣））.
75. ↑  . 聯合報. 2021-12-20  [2022-04-16]. （原始内容存档于2022-07-11）.
76. ↑  . 三立新聞網. 2022-03-20  [2022-04-16]. （原始内容存档于2022-10-31）.
77. ↑  . tw.news.yahoo.com.   [2022-10-31]. （原始内容存档于2022-10-31） （中文（臺灣））.
78. ↑  高市／提高見警率 捷運車站機動派出所正式掛牌-今日新聞2010/06/14
79. ↑  .   [2018-01-23]. （原始内容存档于2018-01-23）.
80. ↑  高捷案 監院彈劾前高捷局長周禮良  （页面存档备份，存于） YAHOO!奇摩新聞
81. ↑  〈新聞稿〉高捷南岡山站明進行試運轉，全線系統調整營運時刻 （页面存档备份，存于）高雄捷運公司
82. ↑  .   [2018-01-23]. （原始内容存档于2018-01-23）.
83. ↑  〈新聞稿〉慶祝南岡山站通車營運，高捷舉辦特色活動 （页面存档备份，存于）高雄捷運公司
84. ↑  .   [2017-11-28]. （原始内容存档于2017-12-01）.
85. ↑  .   [2017-11-28]. （原始内容存档于2017-11-28）.
86. ↑  .   [2017-11-28]. （原始内容存档于2017-12-01）.
87. ↑  .   [2017-11-28]. （原始内容存档于2018-01-02）.
88. ↑  .   [2017-12-07]. （原始内容存档于2017-12-08）.
89. 1 2  .   [2018-02-09]. （原始内容存档于2018-02-10）.
90. 1 2  .   [2018-02-09]. （原始内容存档于2018-02-10）.
91. ↑  .   [2018-02-09]. （原始内容存档于2018-02-09）.
92. ↑  .   [2018-03-18]. （原始内容存档于2018-03-18）.
93. ↑  .   [2018-03-16]. （原始内容存档于2018-03-16）.
94. ↑  [高雄輕軌4月4日起開放民眾攜帶小摺上車　無需額外收費 | ETtoday旅遊雲 | ETtoday新聞雲 行動版 mobileweb https://travel.ettoday.net/article/1141874.htm#ixzz5BTMQ8vkE （页面存档备份，存于） 
]
95. ↑  高捷新高雄車站試運轉　別搭上測試車 （页面存档备份，存于）蘋果即時，2018年6月15日
96. ↑  悠遊卡高捷加值啟動 祭優惠 （页面存档备份，存于）中時電子報，2018年7月1日
97. ↑  輕軌建設美術館路段五大放心方案向市民報告──大眾運輸．綠色運具輕軌建設不會停 （页面存档备份，存于）高雄市政府捷運工程局，2018-07-11
98. ↑  回應反彈聲浪 高雄輕軌變更5處設計 （页面存档备份，存于）聯合新聞網，2018-07-11，記者:蔡孟妤
99. ↑  107.08.04 高雄輕軌中斷營運退費說明 （页面存档备份，存于）高雄捷運公司
100. ↑  〈新聞稿〉高捷、中科院、中冠攜手合作輕軌設備國產化研發 （页面存档备份，存于）高雄捷運公司
101. ↑  高捷規劃健全路網 評估延伸屏東 （页面存档备份，存于）新頭殼 newtalk.tw
102. ↑  高捷擴大服務 評估延伸到屏東路廊 （圖）  （页面存档备份，存于）yahoo!奇摩新聞
103. ↑  高雄輕軌於107.12.16 因事故，C10至C14營運中斷 （页面存档备份，存于）高雄捷運公司
104. ↑  . 中央社. 2019-06-01  [2019-07-19]. （原始内容存档于2019-07-20）.
105. 1 2 3  . 高雄捷運股份有限公司. 2020-06-17  [2020-06-17]. （原始内容存档于2022-07-12） （中文（臺灣））.
106. ↑  . 聯合報. 記者楊濡嘉. 2020-10-23  [2020-10-23]. （原始内容存档于2022-07-11）.
107. ↑  . ETtoday新聞雲.   [2021年8月9日]. （原始内容存档于2022年7月11日） （中文（臺灣））.
108. 1 2  記者林巧璉、王慧瑛. . 聯合新聞網. 聯合報.   [2021-08-19]. （原始内容存档于2021-08-19） （中文（臺灣））.
109. 1 2  記者陳秋香、何弘斌. . 台灣新生報. yahoo!新聞.   [2021年8月30日]. （原始内容存档于2021年8月30日） （中文（臺灣））.
110. 1 2 3  記者陳秋香、何弘斌. . 自由時報.   [2021-11-04]. （原始内容存档于2021-11-19） （中文（臺灣））.
111. ↑  記者林巧璉. . 聯合新聞網. 聯合報.   [2022-06-23]. （原始内容存档于2022-06-23） （中文（臺灣））.
112. 1 2   (新闻稿). 高雄市政府交通局. 2023-04-10 （中文（臺灣））.[]
113. 1 2   (新闻稿). 高雄市政府交通局. 2023-06-14 （中文（臺灣））.
114. ↑  記者侯承旭.  (新闻稿). 自由時報. 2023-09-24  [2023-09-24]. 原始内容存档于2023-10-18 （中文（臺灣））.
115. 1 2  記者陳儷文.  (新闻稿). 中天新聞網. 2023-10-29  [2023-10-29]. （原始内容存档于2024-12-09） （中文（臺灣））.
116. ↑  記者吳慧芬.  (新闻稿). 聯合報. 2023-10-30  [2023-10-30]. （原始内容存档于2023-10-30） （中文（臺灣））.
117. ↑  記者吳慧芬.  (新闻稿). 聯合報. 2023-11-21  [2023-11-21]. （原始内容存档于2023-11-21） （中文（臺灣））.
118. ↑  蔡孟妤. . 中央社. 2023-11-21  [2023-11-21]. （原始内容存档于2023-12-01）.
119. ↑  詳細班表與時間請上高雄輕軌時刻表網站連結 （页面存档备份，存于）
120. ↑  侯承旭. . 自由時報. 2025-02-11  [2025-02-06]. （原始内容存档于2025-02-11）.
121. ↑  記者蔡孟妤. . 聯合報. 聯合新聞網.   [2021-05-24]. （原始内容存档于2021-06-02） （中文（臺灣））.
122. ↑  .   [2024-02-05]. （原始内容存档于2024-02-05）.
123. ↑  .   [2018-09-03]. （原始内容存档于2018-09-03）.
124. ↑  .   [2018-02-04]. （原始内容存档于2018-02-05）.
125. ↑  .   [2022-06-23]. （原始内容存档于2021-06-13）.
126. ↑  .   [2023-01-17]. 原始内容存档于2023-04-04.
127. ↑  .   [2018-10-05]. （原始内容存档于2018-10-05）.
128. ↑  高雄兒童卡 搭捷運輕軌享半價  （页面存档备份，存于）聯合新聞網
129. ↑  高雄兒童卡自107/4/4起搭捷運享原價5折優惠 （页面存档备份，存于）高雄捷運公司，2018/3/13
130. ↑  一卡通普卡 資料來源：高雄捷運 （页面存档备份，存于）高雄捷運公司，更新日期：2019-11-12
131. ↑  悠遊卡普卡 資料來源：高雄捷運 （页面存档备份，存于）高雄捷運公司，更新日期：2019-11-06
132. ↑  .   [2019-11-11]. （原始内容存档于2022-07-11）.
133. ↑  記者吳慧芬.  (新闻稿). 聯合報. 2023-10-30  [2023-10-30]. 原始内容存档于2023-10-30 （中文（臺灣））.
134. ↑  . 高雄捷運股份有限公司.   [2022-07-01]. （原始内容存档于2022-09-25） （中文（臺灣））.
135. ↑  . 自由時報. 2024-02-21  [2024-02-21]. 原始内容存档于2024-02-21 （中文（臺灣））.
136. ↑  .   [2024-01-02]. （原始内容存档于2024-04-06）.
137. ↑  .   [2024-10-25]. （原始内容存档于2024-10-27）.
138. ↑  . 高雄捷運股份有限公司 （中文（臺灣））.
139. 1 2  記者王榮祥.  (新闻稿). 自由時報. 2023-09-13  [2023-09-13]. （原始内容存档于2023-09-13） （中文（臺灣））.
140. ↑  高雄市政府捷運工程局. . 2006年11月. ISBN 978-986-00-6867-2.
141. ↑  高雄市政府捷運工程局. . 2008年1月. ISBN 978-986-01-2173-5.
142. ↑  . 自由時報. 2023-09-22  [2023-09-22]. 原始内容存档于2023-10-07.
143. ↑  . ROLLINGSTOCK. 2022-09-04  [2023-01-04]. （原始内容存档于2023-01-04）.
144. ↑  .   [2018-08-03]. （原始内容存档于2018-08-04）.
145. ↑  .   [2017-12-22]. （原始内容存档于2017-12-23）.
146. ↑  .   [2018-05-28]. （原始内容存档于2018-05-29）.
147. ↑  .   [2018-12-14]. （原始内容存档于2018-12-18）.
148. ↑  .   [2019-01-03]. （原始内容存档于2018-12-18）.
149. ↑  . yahoo!新聞.   [2020年1月6日]. （原始内容存档于2022年7月12日）.
150. ↑  . yahoo!新聞.   [2021-12-17]. （原始内容存档于2022-07-11）.
151. ↑  記者潘奕言. . 聯合報. 2024-04-02  [2024-03-31]. （原始内容存档于2024-04-02）.
152. ↑  .   [2011-12-19]. （原始内容存档于2006-12-02）.
153. ↑  .   [2012-01-30]. （原始内容存档于2012-06-04）.

## 外部連結
- 高雄捷運公司（页面存档备份，存于）（繁體中文）、（英文）、（日語）
- 高雄捷運出口查詢|捷徑 （页面存档备份，存于） 離目的地最近的捷運站出口查詢
- 高雄市政府捷運工程局（页面存档备份，存于）（繁體中文）

1. ↑  詳細班表與時間請上高雄輕軌時刻表網站連結 （页面存档备份，存于）。